# Fauna und Flora der Ostsee

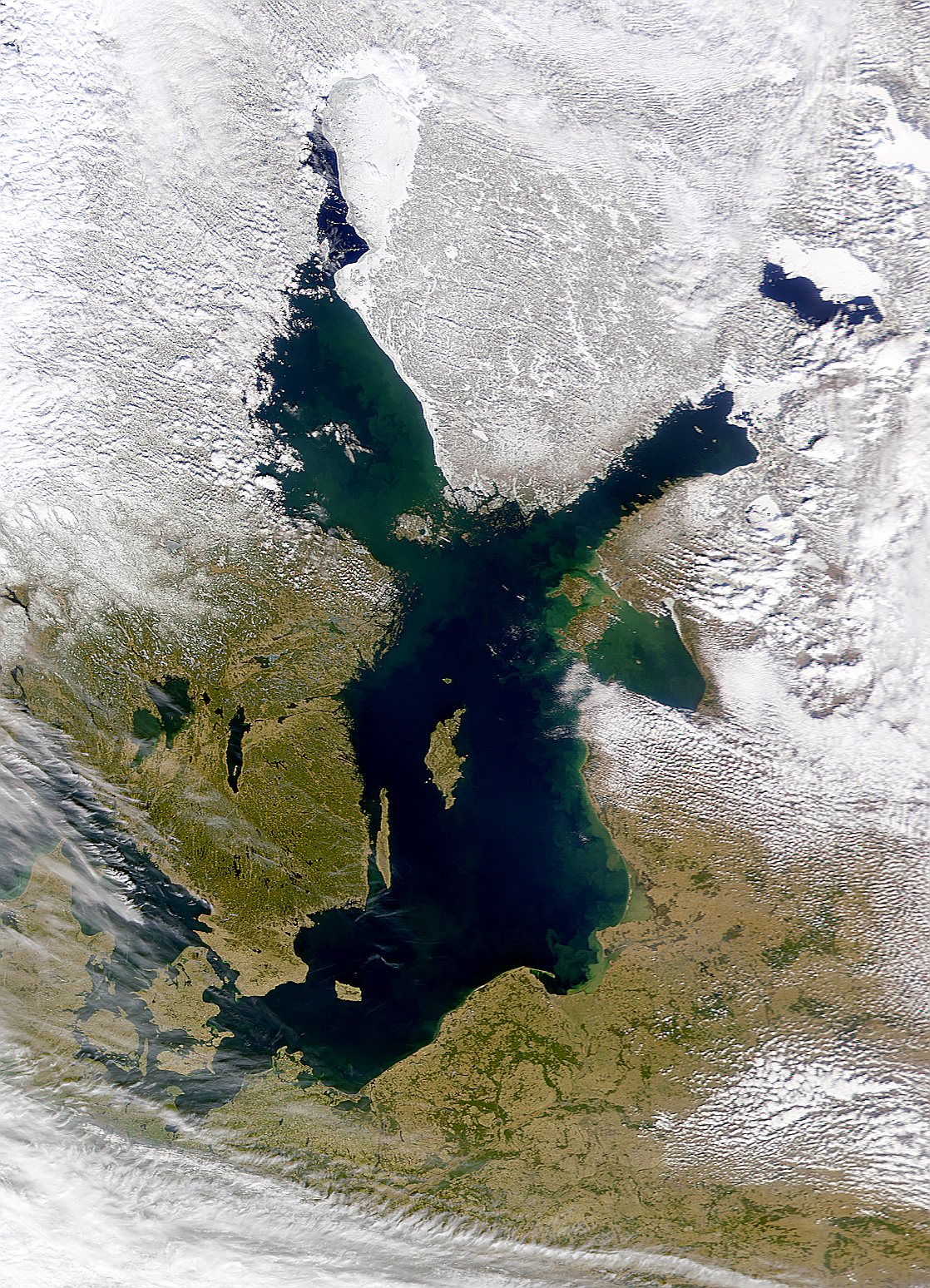
Die Ostsee im März 2000, Satellitenfoto aus nördlicher Richtung

Die Fauna und Flora der Ostsee ist durch eine relative Artenarmut aufgrund der weitgehenden Isolation der Ostsee von der Nordsee, des geringen Sauerstoff- und Salzgehalts sowie der (geologisch betrachtet) erst kürzlichen Entstehung nach der letzten Eiszeit geprägt.
Die Ostsee ist ein 413.000 km² großes und bis zu 459 Meter tiefes Binnenmeer in Europa. Obwohl sie damit das größte Brackwassermeer der Erde ist, ist sie ausgesprochen artenarm. Gründe sind unter anderem, dass der Wasseraustausch mit der Nordsee und damit die Einwanderung von Tier- und Pflanzenarten durch Schwellen behindert werden und dass tiefe Teile der zentralen Ostsee arm an Sauerstoff sind. Flache Regionen der Ostsee unterliegen starken Temperaturschwankungen. Die Ostsee ist ein Meer der Zuwanderer-Arten, endemische Arten gibt es nur zwei (den Plattfisch Platichthys solemdali und den Tang Fucus radicans,) mehr konnten sich während der kurzen Existenz des Binnenmeeres seit der letzten Eiszeit nicht entwickeln. Die marinen Zuwanderer werden in Nordfische und Südfische unterteilt. Die Nordfische stammen aus den kälteren Gebieten der nördlichen Nordsee und der Gewässer zwischen Norwegen und Island. Dazu gehören Dorsch, Wittling, Kliesche und Scholle. Die Südfische stammen aus der Biskaya und dem Ärmelkanal. Zu ihnen zählen Hornhecht, Schwarz- und Sandgrundel. Beide Gruppen wanderten über die Nordsee in die Ostsee ein. Außerdem sind Fischarten aus den in die Ostsee mündenden Flüssen eingewandert.
Für marine Fische und die Wirbellosen ist zu beobachten, dass ihre Artenzahl mit sinkendem Salzgehalt, also von den Belten und Sunden über die südliche und mittlere bis zur nördlichen Ostsee immer mehr abnimmt. Die untere Schwelle für das Auftreten dieser Arten liegt bei einem Salzgehalt von etwa 5 ‰ bis 10 ‰. Die Regionen, in denen der Salzgehalt zwischen 5 ‰ und 8 ‰ liegt, weisen ein Minimum an Arten auf, da hier der Salzgehalt für marine Arten zu niedrig, für Süßwasserorganismen aber schon zu hoch ist. Diese Grenze liegt etwas östlich der Darßer Schwelle nördlich von Rostock. In Brackwasser bilden marine Arten oft Kümmerformen, wachsen langsamer, bleiben kleiner und haben eine geringere Lebenserwartung. Fische haben eine reduzierte Wirbelzahl, gehäusebildende Wirbellose produzieren dünnere Schalen. In der Grenzregion sind viele Arten nicht mehr fortpflanzungsfähig und die Bestände werden nur durch zuströmende Larven aufrechterhalten. Die Eier von Meeresfischen entwickeln sich oft pelagisch (schwebend im Wasser) und brauchen ein bestimmtes spezifisches Gewicht des umgebenden Wassers, um im Schwebezustand zu bleiben. Als Anpassung daran nimmt der Eidurchmesser einiger Arten mit abnehmendem Salzgehalt zu. Bei der Flunder und der Scholle, deren Eier normalerweise pelagisch sind, entwickeln sich die Eier in der Ostsee auf dem Meeresboden, haben hier allerdings eine dickere Haut. Fische, denen eine solche Anpassung nicht gelingt, wie die Sardelle, die Makrele und die Bastardmakrele, sind nur als Irrgäste in der westlichen Ostsee anzutreffen.
In den tiefen Bereichen der westlichen und zentralen Ostsee bei Bornholm, vor Gdańsk und bei Gotland fehlt Sauerstoff fast völlig. Es sind hohe Konzentrationen von Schwefelwasserstoff vorhanden und höheres Leben (Vielzellige Tiere (Metazoa)) fehlt. Stattdessen kommt es zu einer hohen Konzentration von Bakterien, Archaeen und eukaryotischen Einzellern (Protisten). Dies trifft besonders auf die Chemokline in der westlichen Ostsee zu.

## Säugetiere
- Kegelrobbe (Halichoerus grypus)

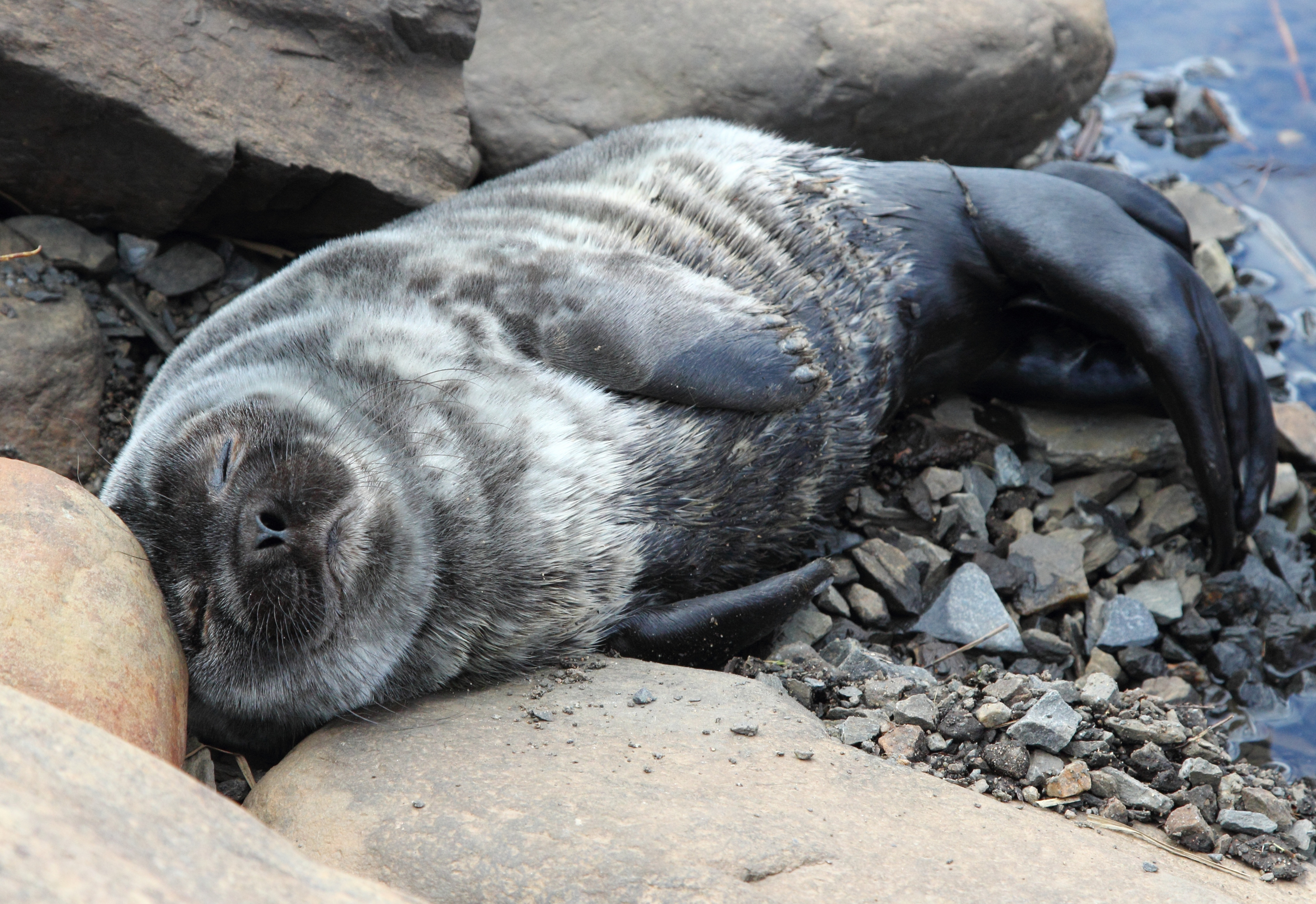
Ostsee-Ringelrobbe

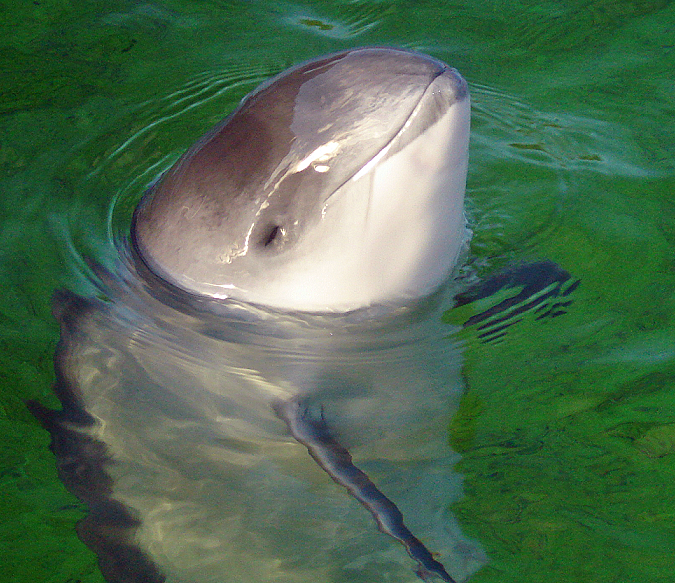
Gewöhnlicher Schweinswal

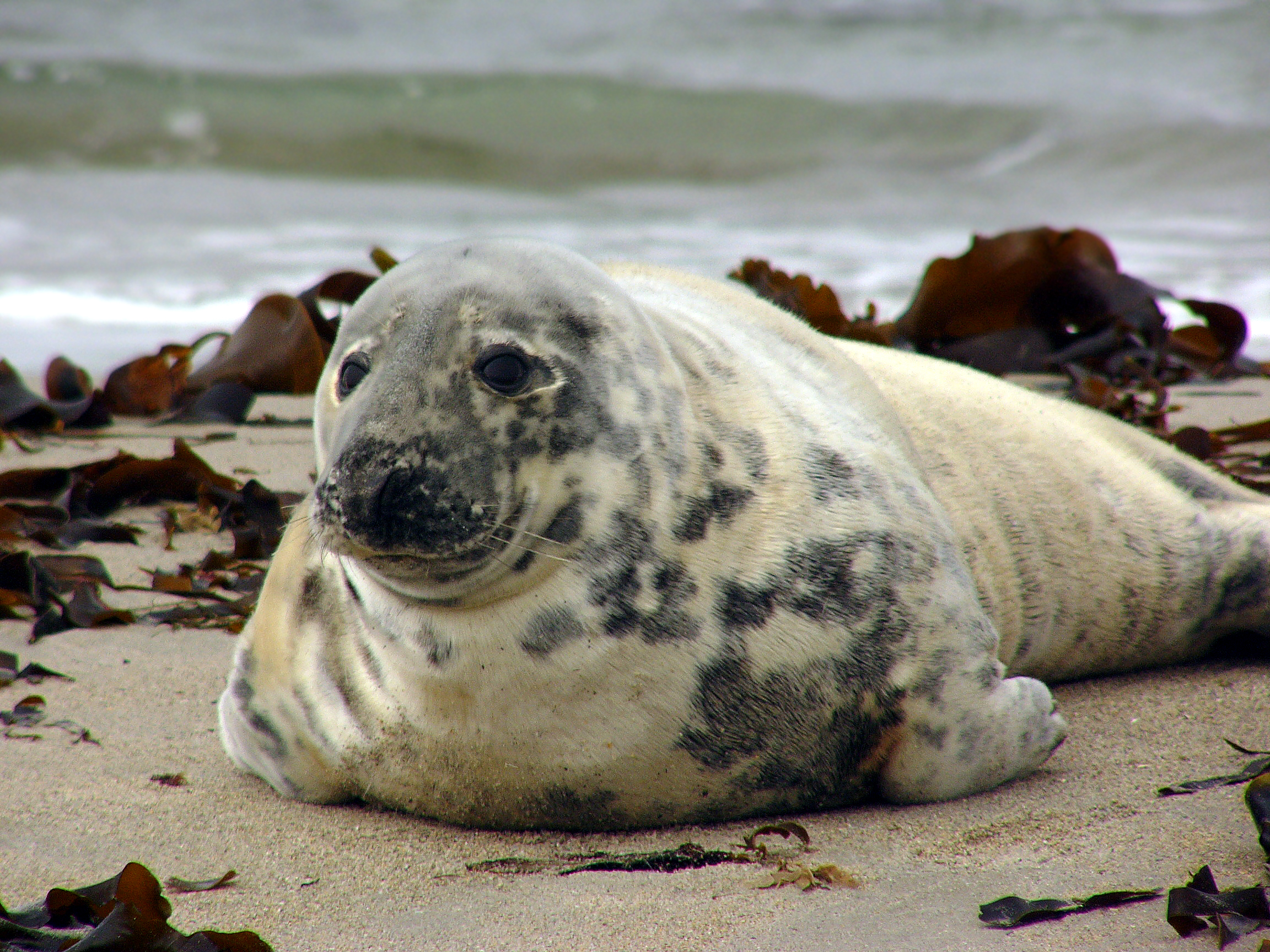
Kegelrobbe

- Ostsee-Ringelrobbe (Phoca hispida botnica)
- Seehund (Phoca vitulina)
- Gewöhnlicher Schweinswal (Phocoena phocoena)
- Weißschnauzendelfin (Lagenorhynchus albirostris)

## Knorpelfische

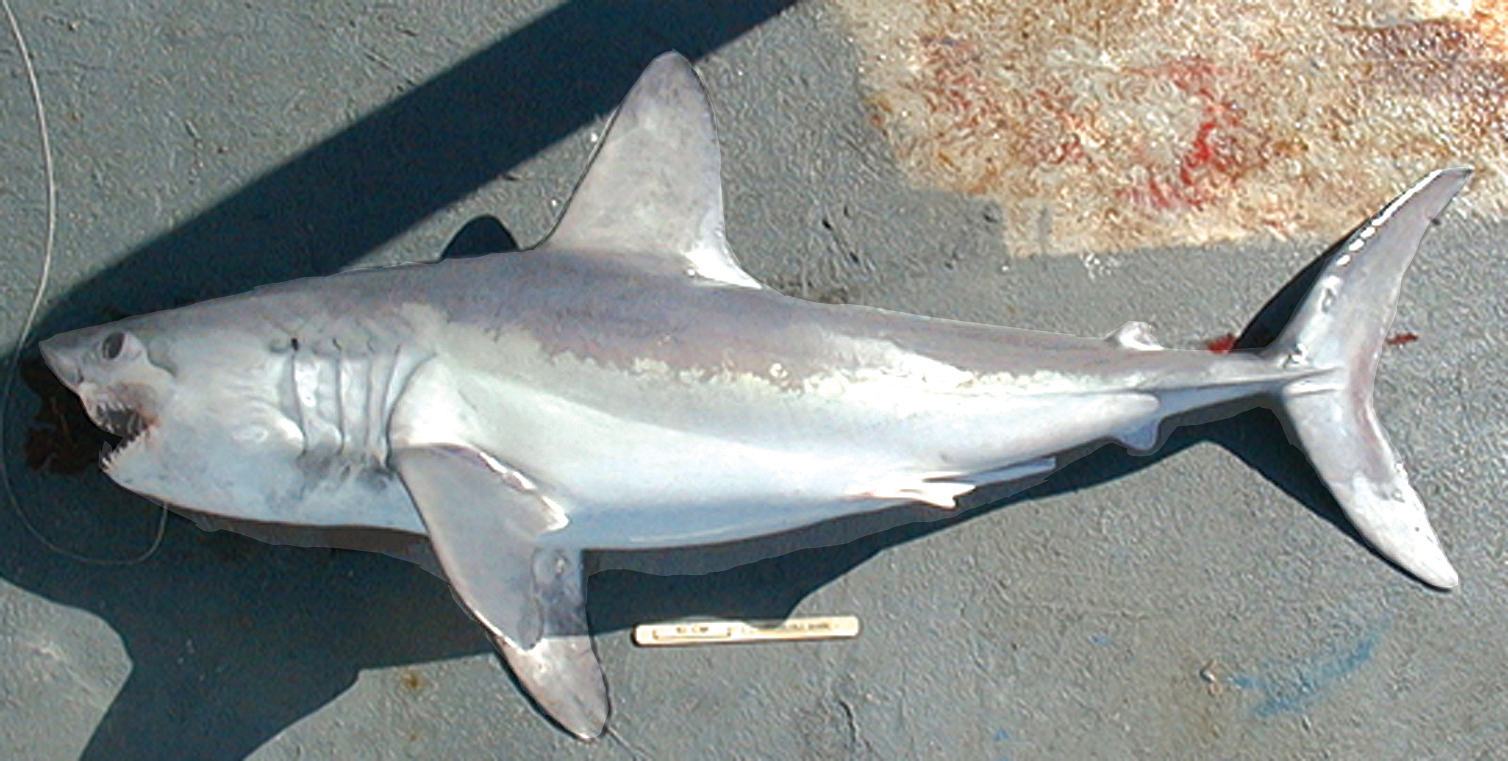
Heringshai

- 18 Haiarten[3], u. a.
  - Heringshai  (Lamna nasus)
  - Dornhai  (Squalus acanthias)
  - Katzenhaie
- Sternrochen (Amblyraja radiata)
- Nagelrochen (Raja clavata)

## Knochenfische

### Störe

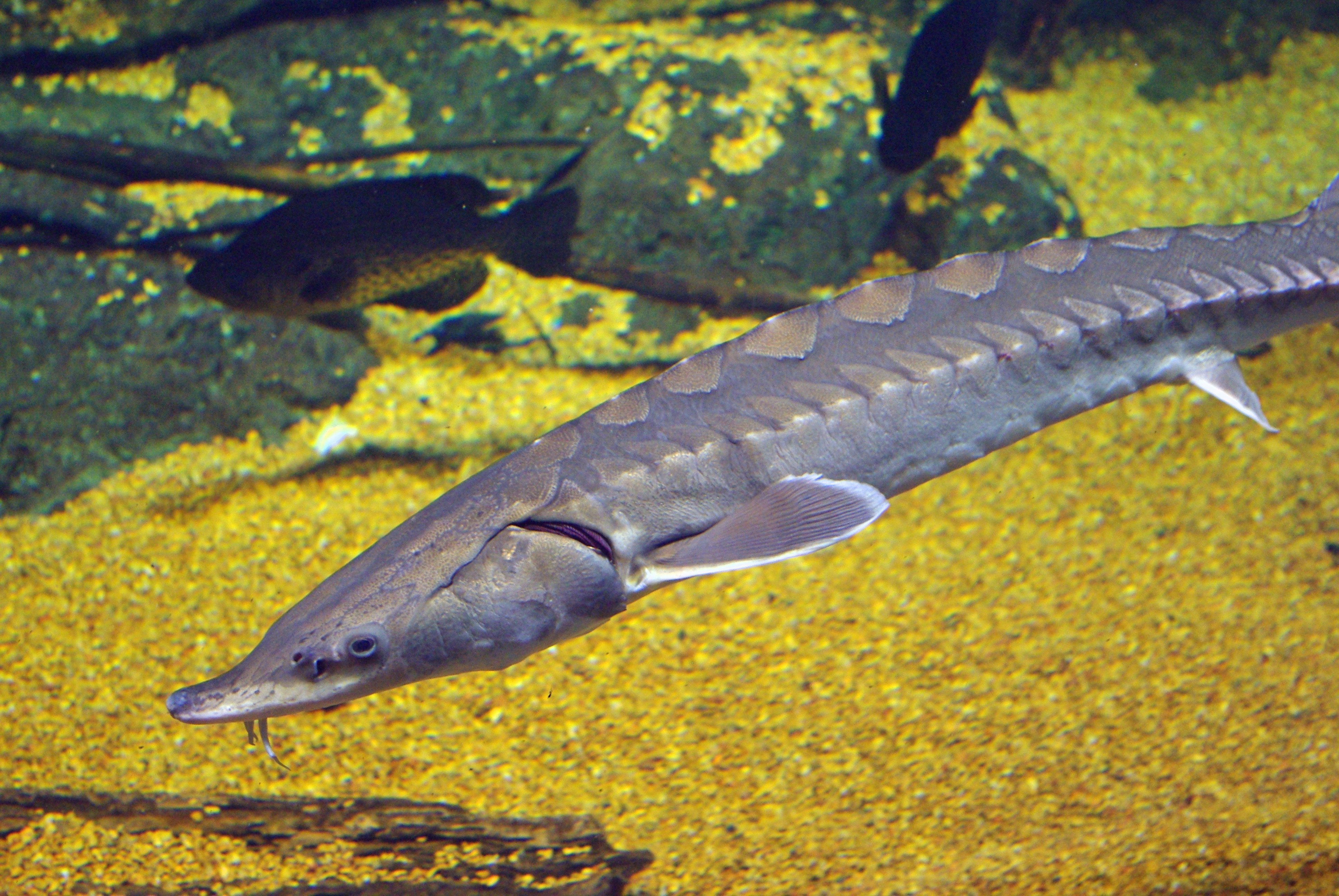
Atlantischer Stör

- Russischer Stör (Acipenser gueldenstaedtii), eingeführt
- Atlantischer Stör (Acipenser oxyrinchus), ausgerottet
- Sterlet (Acipenser ruthenus), eingeführt
- Europäischer Stör (Acipenser sturio)

### Heringsartige
- Maifisch (Alosa alosa)
- Finte (Alosa fallax)
- Atlantischer Hering (Clupea harengus)
- Europäische Sardelle (Engraulis encrasicolus)
- Europäische Sprotte (Sprattus sprattus)

### Karpfenartige
- Brachse (Abramis brama)

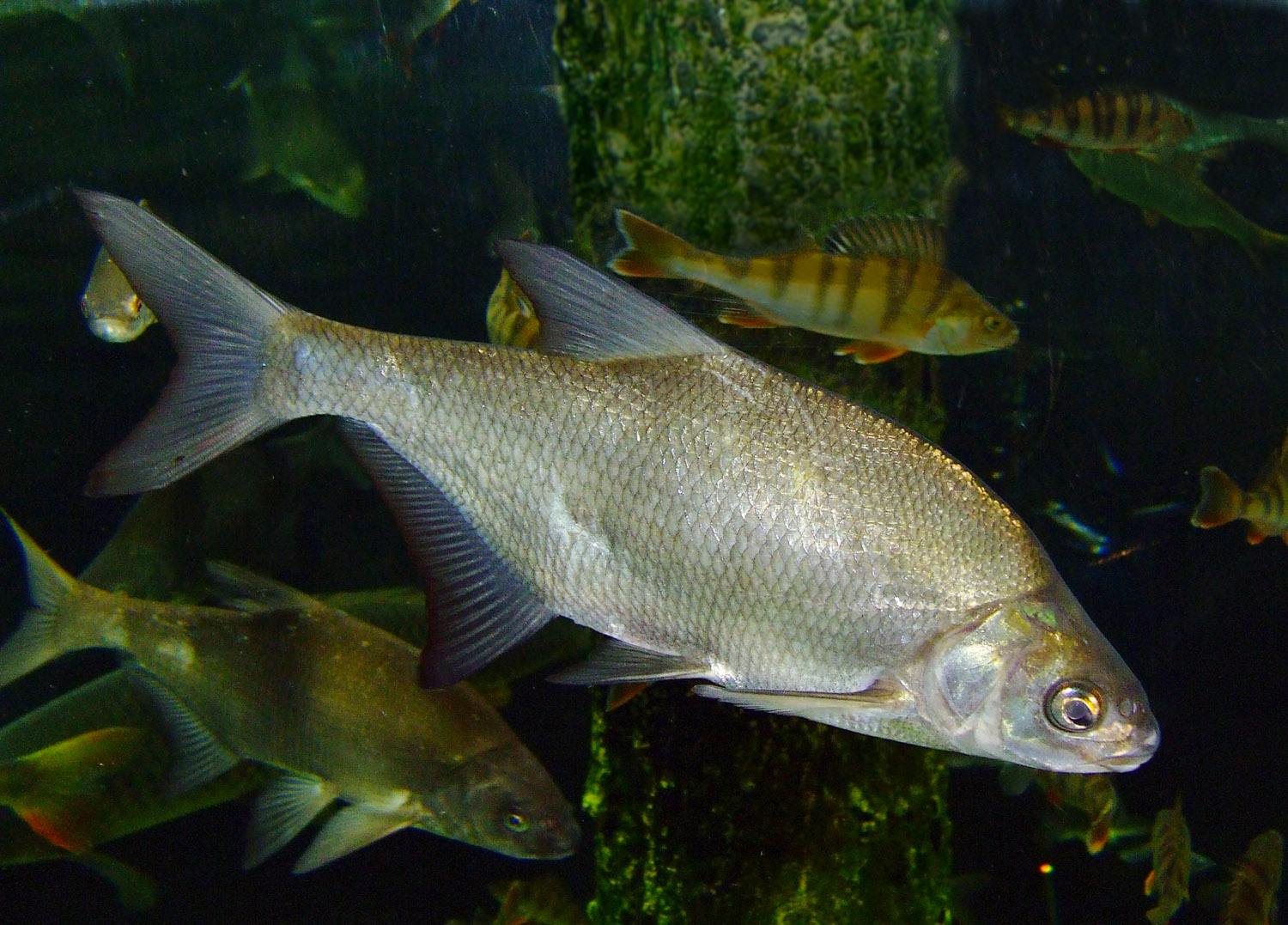
Brachse

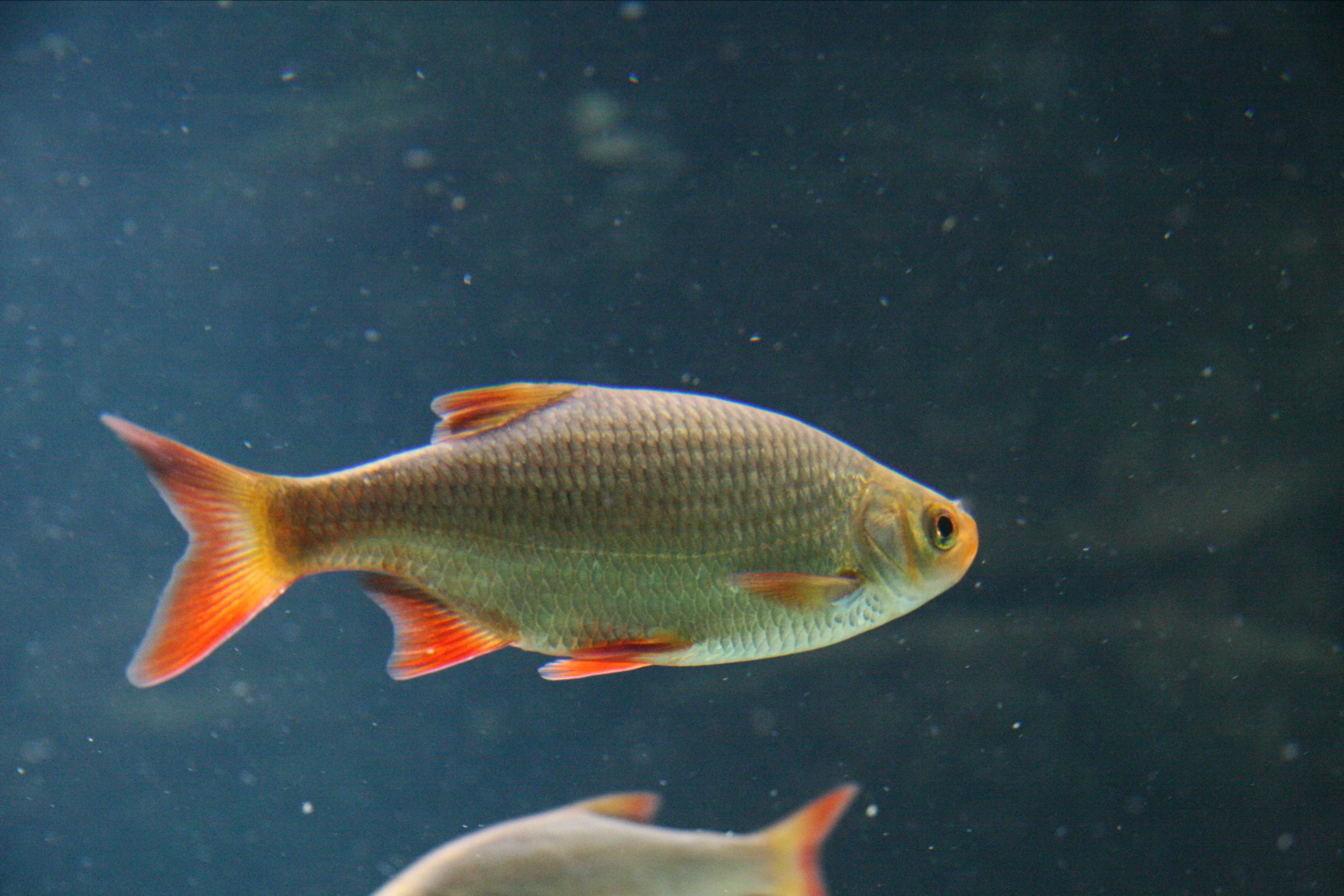
Rotfeder

- Schneider (Alburnoides bipunctatus)
- Ukelei (Alburnus alburnus)
- Zope (Ballerus ballerus)
- Barbe (Barbus barbus)
- Güster (Blicca bjoerkna)
- Karausche (Carassius carassius)
- Giebel (Carassius gibelio), eingeführt
- Nase (Chondrostoma nasus)
- Karpfen (Cyprinus carpio), eingeführt
- Silberkarpfen (Hypophthalmichthys molitrix), eingeführt
- Rapfen oder Schied (Leuciscus aspius)
- Döbel (Squalius cephalus)
- Moderlieschen (Leucaspius delineatus)
- Aland (Leuciscus idus)
- Hasel (Leuciscus leuciscus)
- Ziege (Pelecus cultratus)
- Elritze (Phoxinus phoxinus)
- Rotauge (Rutilus rutilus)
- Rotfeder (Scardinius erythrophthalmus)
- Schleie (Tinca tinca)
- Zährte (Vimba vimba)
- Bachschmerle (Barbatula barbatula)
- Steinbeißer (Cobitis taenia)
- Europäische Schlammpeitzger (Misgurnus fossilis)

### Lachsartige
- Kleine Maräne (Coregonus albula)

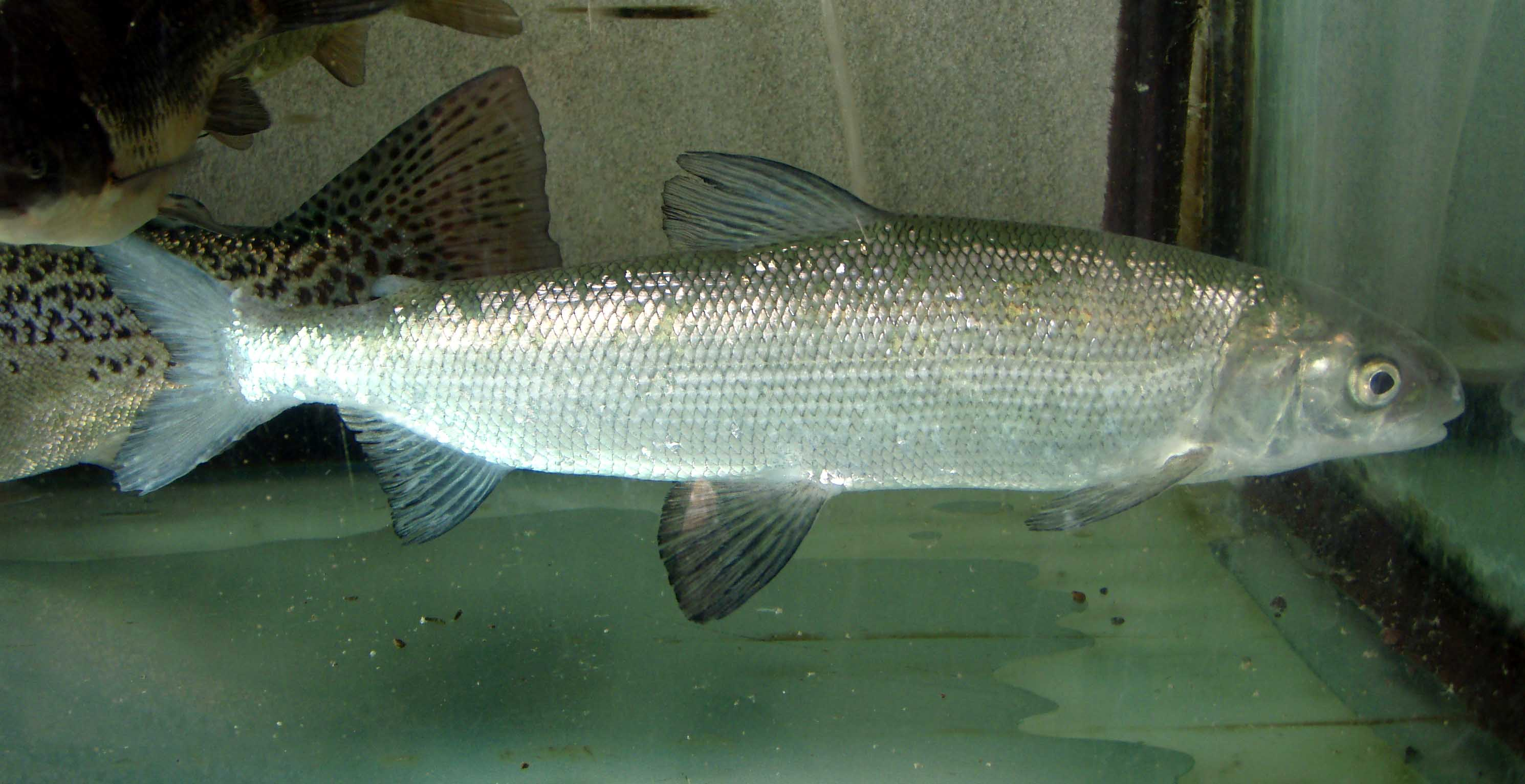
Ostseeschnäpel

- Ostseeschnäpel (Coregonus maraena)
- Aspsik (Coregonus pallasii)
- Peledmaräne (Coregonus peled), eingeführt
- Ketalachs (Oncorhynchus keta), eingeführt
- Regenbogenforelle (Oncorhynchus mykiss), eingeführt
- Atlantischer Lachs (Salmo salar)
- Forelle (Salmo trutta)
- Wandersaibling (Salvelinus alpinus)
- Europäische Äsche (Thymallus thymallus)

### Dorschartige

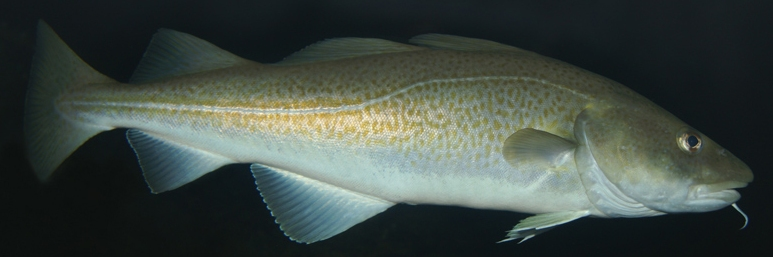
Dorsch

- Nordische Seequappe (Ciliata septentrionalis)
- Vierbärtelige Seequappe (Enchelyopus cimbrius)
- Dorsch (Gadus morhua)
- Quappe (Lota lota)
- Schellfisch (Melanogrammus aeglefinus)
- Wittling (Merlangius merlangus)
- Hechtdorsch (Merluccius merluccius)
- Blauer Wittling (Micromesistius poutassou)
- Leng (Molva molva)
- Gabeldorsch (Phycis blennoides)
- Pollack (Pollachius pollachius)
- Köhler (Pollachius virens)
- Froschdorsch (Raniceps raninus)
- Stintdorsch (Trisopterus esmarkii)
- Franzosendorsch (Trisopterus luscus)
- Zwergdorsch (Trisopterus minutus)

### Grundeln
- Glasgrundel (Aphia minuta)
- Schwarzgrundel (Gobius niger)

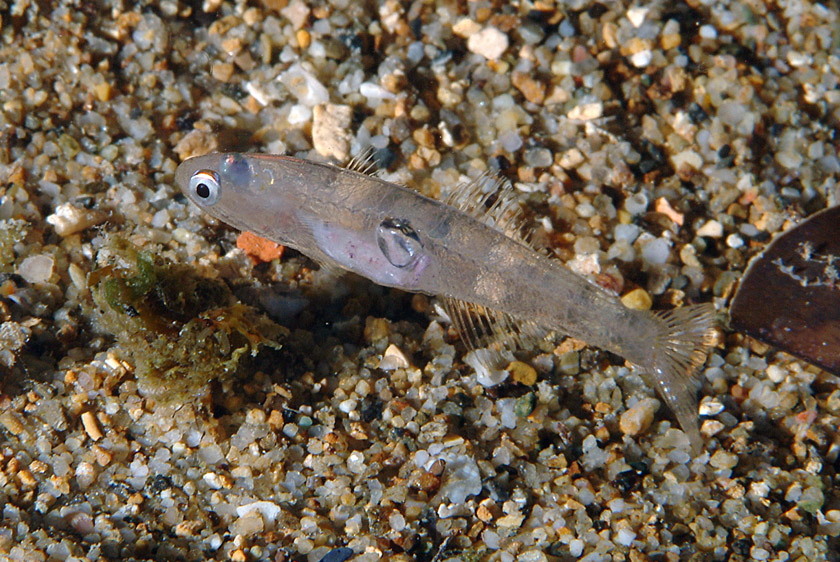
Glasgrundel

- Schwimmgrundel (Gobiusculus flavescens)
- Schwarzmund-Grundel (Neogobius melanostomus)
- Strandgrundel (Pomatoschistus microps)
- Sandgrundel (Pomatoschistus minutus)
- Fleckengrundel (Pomatoschistus pictus)

### Seenadelartige

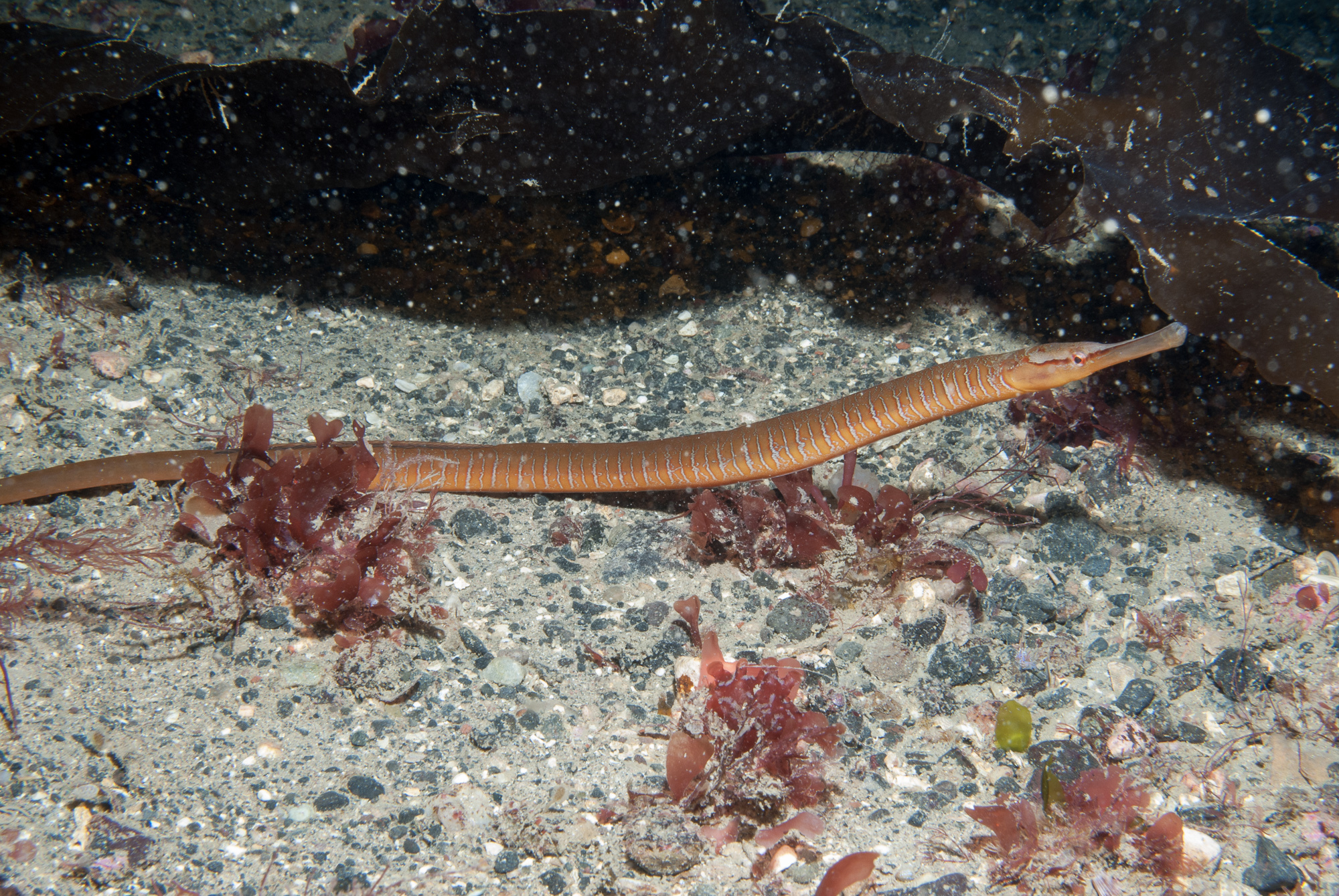
Große Schlangennadel

- Große Schlangennadel (Entelurus aequoreus)
- Kleine Schlangennadel (Nerophis ophidion)
- Große Seenadel (Syngnathus acus)
- Kleine Seenadel (Syngnathus rostellatus)
- Grasnadel (Syngnathus typhle)
- Gewöhnlicher Schnepfenfisch (Macroramphosus scolopax)
- Gestreifter Leierfisch (Callionymus lyra)
- Gefleckter Leierfisch (Callionymus maculatus)

### Scombriformes
- Brachsenmakrele (Brama brama)
- Ungestreifter Pelamide (Orcynopsis unicolor)
- Silberbrassen (Pterycombus brama)
- Pelamide (Sarda sarda)
- Makrele (Scomber scombrus)
- Makrelenhecht (Scomberesox saurus)
- Segelflossen-Brachsenmakrele (Taractes asper), Irrgast.
- Roter Thun (Thunnus thynnus)

### Stachelmakrelenartige
- Pilotfisch (Naucrates ductor), Irrgast.
- Gemeiner Schiffshalter (Remora remora), Irrgast.
- Bläuel (Trachinotus ovatus)
- Bastardmakrele (Trachurus trachurus)
- Schwertfisch (Xiphias gladius)

#### Plattfische
- Lammzunge (Arnoglossus laterna)
- Zwergzunge (Buglossidium luteum)

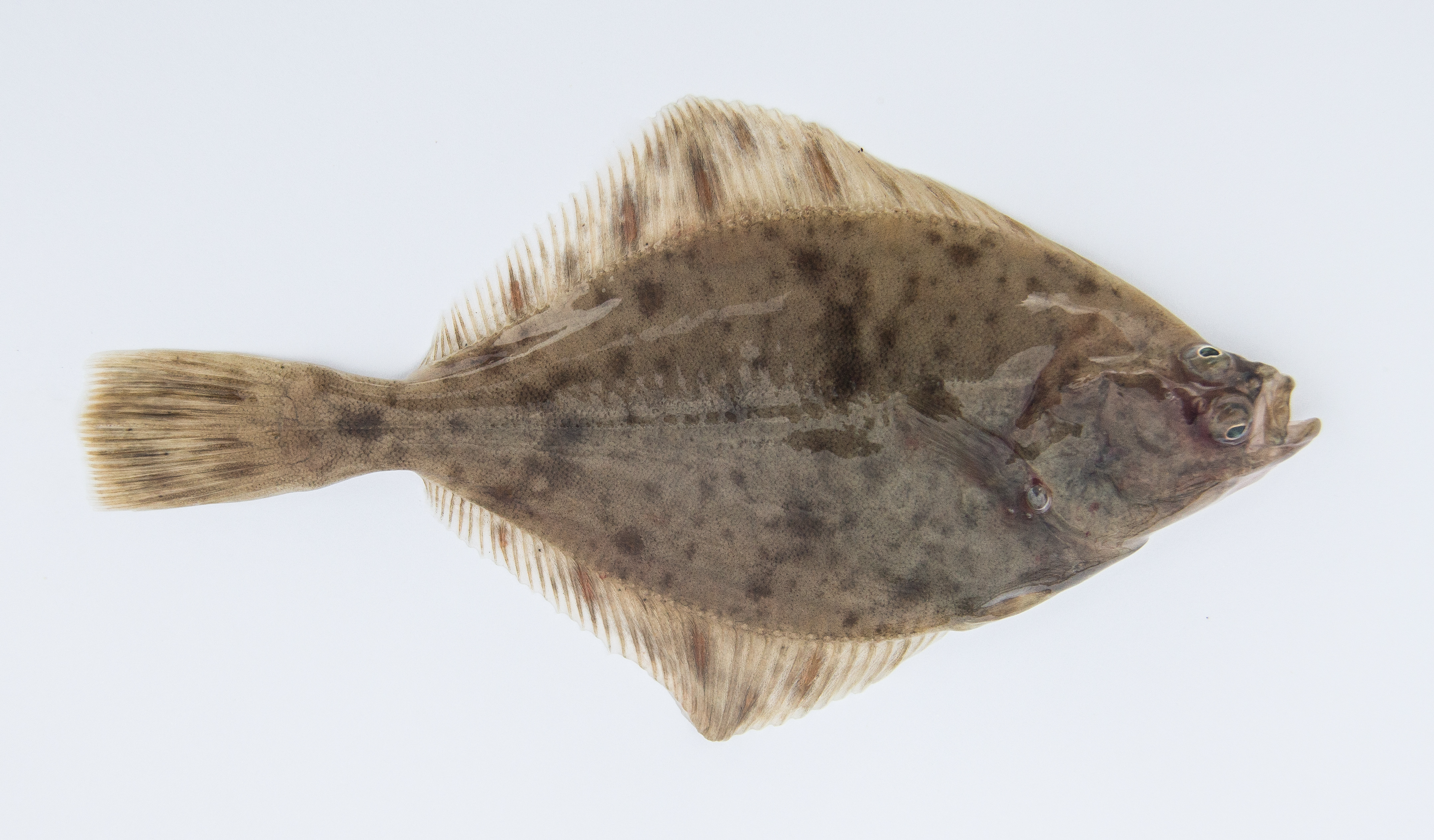
Flunder

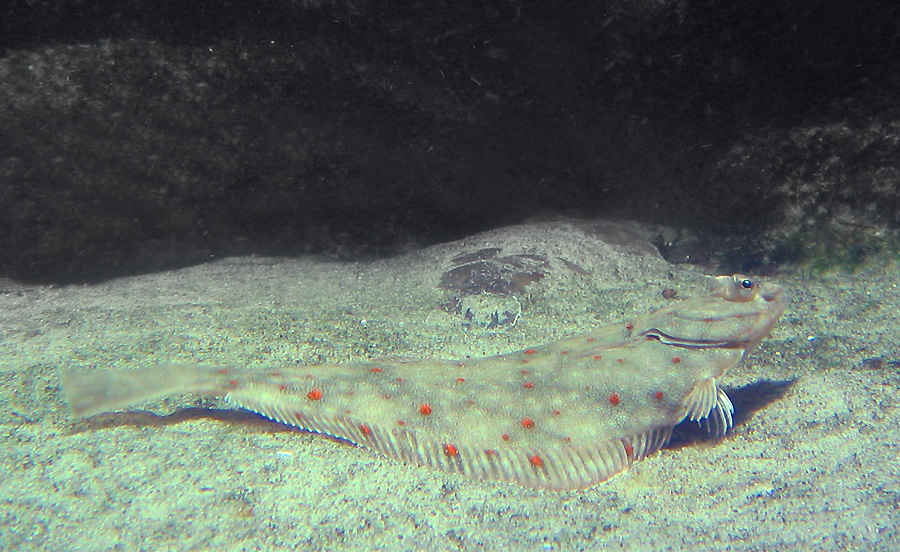
Scholle

- Hundszunge (Glyptocephalus cynoglossus)
- Doggerscharbe (Hippoglossoides platessoides)
- Heilbutt (Hippoglossus hippoglossus)
- Kliesche (Limanda limanda)
- Rotzunge (Microstomus kitt)
- Flunder (Platichthys flesus)
- Platichthys solemdali, einzige endemische Fischart der Ostsee
- Scholle (Pleuronectes platessa)
- Zwergbutt (Phrynorhombus norvegicus)
- Steinbutt (Scophthalmus maximus)
- Glattbutt (Scophthalmus rhombus)
- Seezunge (Solea solea)
- Haarbutt (Zeugopterus punctatus)

### Barschartige
- Kaulbarsch (Gymnocephalus cernua)
- Flussbarsch (Perca fluviatilis)
- Zander (Sander lucioperca)

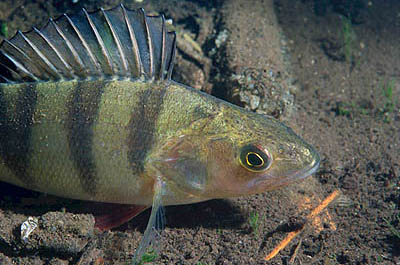
Flussbarsch

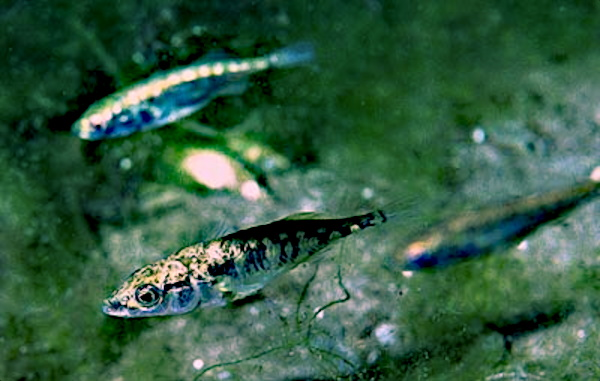
Dreistachliger Stichling

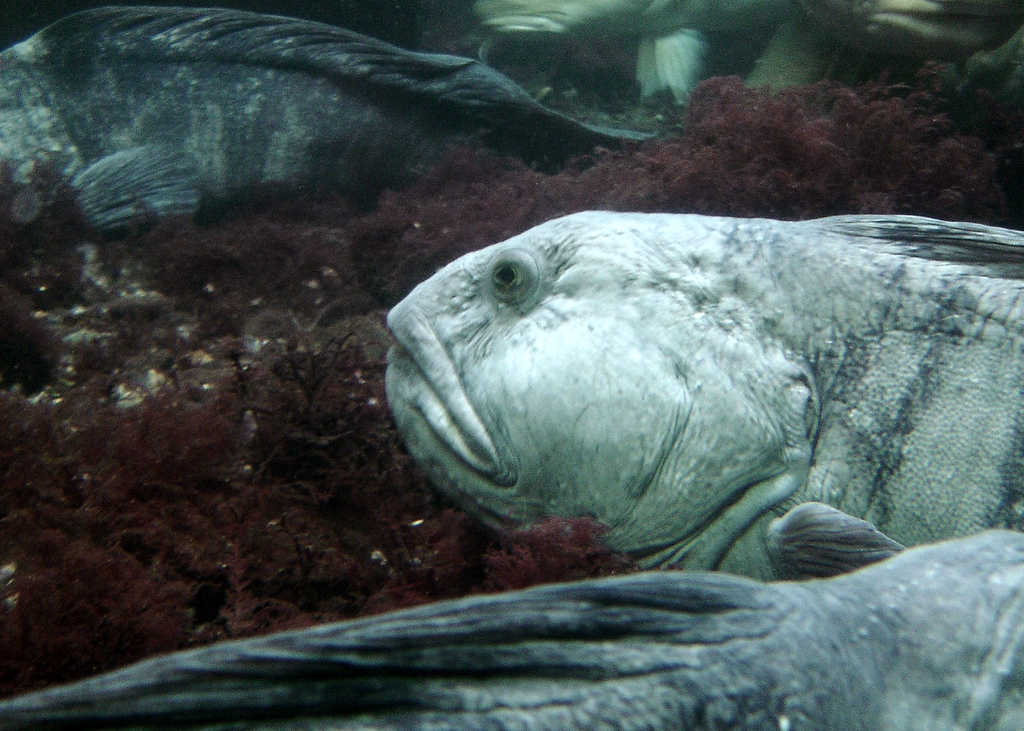
Gestreifter Seewolf

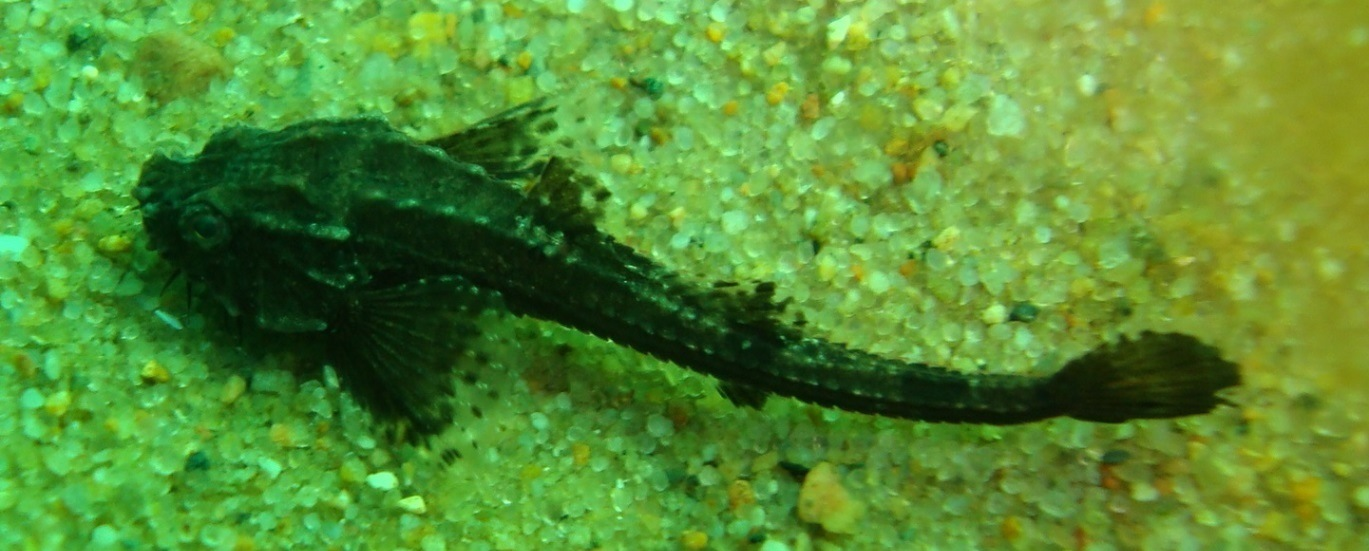
Steinpicker Agonus cataphractus

- Gewöhnliches Petermännchen (Trachinus draco)
- Grauer Knurrhahn (Eutrigla gurnardus)
- Roter Knurrhahn (Chelidonichthys lucerna)
- Dreistachliger Stichling (Gasterosteus aculeatus)
- Neunstachliger Stichling (Pungitius pungitius)
- Seestichling (Spinachia spinachia)
- Gestreifter Seewolf (Anarhichas lupus)
- Spitzschwanz-Schlangenstachelrücken (Lumpenus lampretaeformis)
- Atlantischer Butterfisch (Pholis gunellus)
- Aalmutter (Zoarces viviparus)
- Steinpicker (Agonus cataphractus)
- Groppe (Cottus gobio)
- Sibirische Groppe (Cottus poecilopus)
- Seehase (Cyclopterus lumpus)
- Liparis barbatus
- Großer Scheibenbauch (Liparis liparis)
- Kleiner Scheibenbauch (Liparis montagui)
- Seeskorpion (Myoxocephalus scorpius)
- Vierhörniger Seeskorpion (Myoxocephalus quadricornis)
- Seebull (Taurulus bubalis)
- Zwergseeskorpion (Taurulus lilljeborgi)

### Sonstige Barschverwandte
- Adlerfisch (Argyrosomus regius)
- Kleiner Sandaal (Ammodytes marinus)
- Tobiasfisch (Ammodytes tobianus)
- Großer Sandaal (Hyperoplus lanceolatus)
- Ungefleckter Großer Sandaal (Hyperoplus immaculatus)
- Gewöhnlicher Hornhecht (Belone belone)
- Gold-Meeräsche (Chelon auratus)
- Dicklippige Meeräsche (Chelon labrosus)
- Dünnlippige Meeräsche (Chelon ramada)
- Europäischer Wolfsbarsch (Dicentrarchus labrax)
- Goldmaid (Symphodus melops)
- Klippenbarsch (Ctenolabrus rupestris)
- Gefleckter Lippfisch (Labrus bergylta)
- Marokko-Meerbrasse (Dentex maroccanus)
- Rote Fleckbrasse (Pagellus bogaraveo)
- Streifenbrasse (Spondyliosoma cantharus)

### Sonstige
- Europäischer Aal (Anguilla anguilla)
- Meeraal (Conger conger)
- Hecht (Esox lucius)
- Lampris guttatus
- Schwarzer Seeteufel (Lophius budegassa)
- Seeteufel (Lophius piscatorius)
- Stint (Osmerus eperlanus)
- Europäischer Wels (Silurus glanis)

## Neunaugen

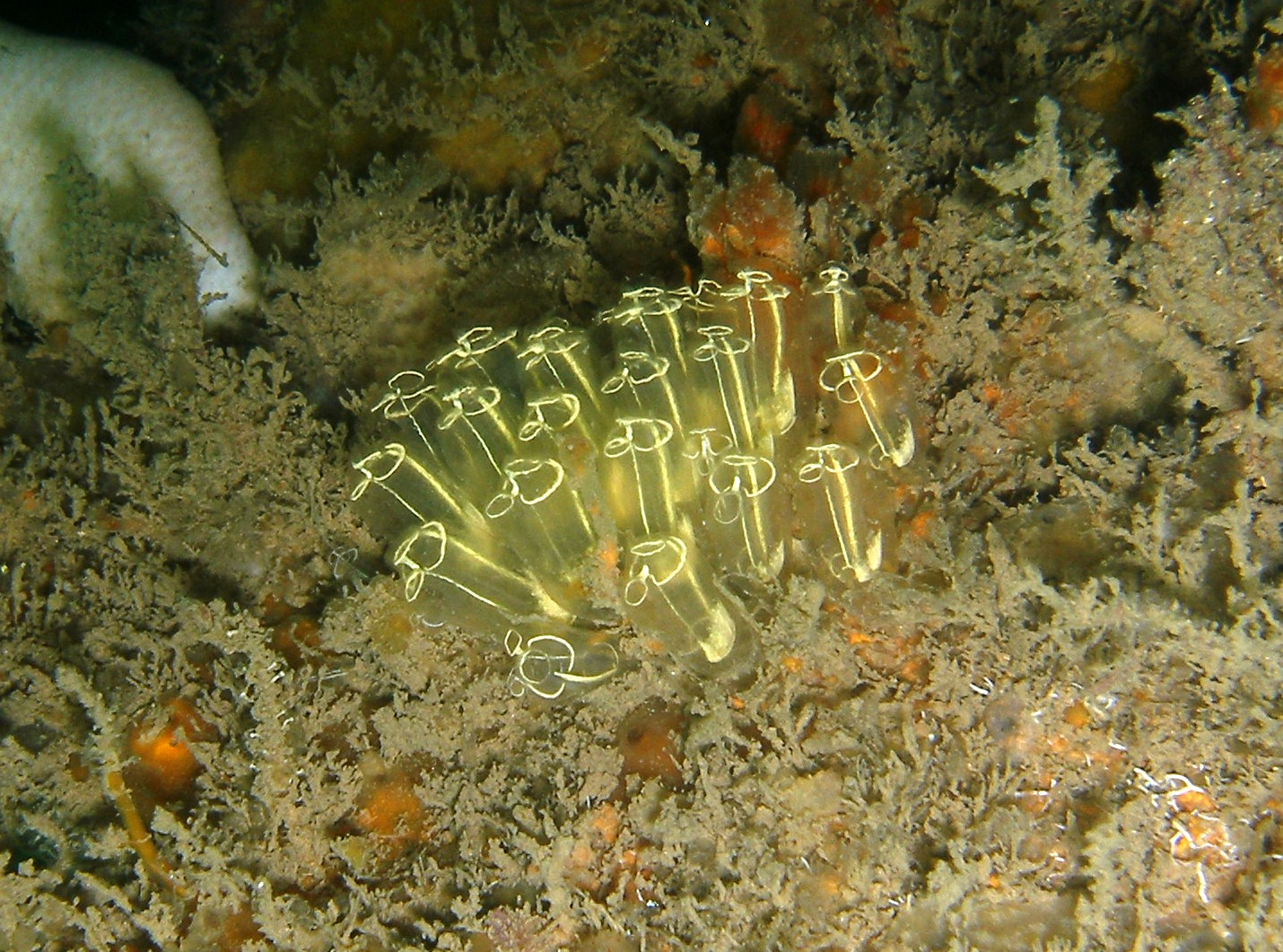
Keulen-Seescheide

- Flussneunauge (Lampetra fluviatilis)
- Meerneunauge (Petromyzon marinus)

## Seescheiden
- Schlauchseescheide (Ciona intestinalis)
- Keulen-Seescheide (Clavelina lepadiformis)
- Tangbeere (Dendrodoa grossularia)

## Stachelhäuter

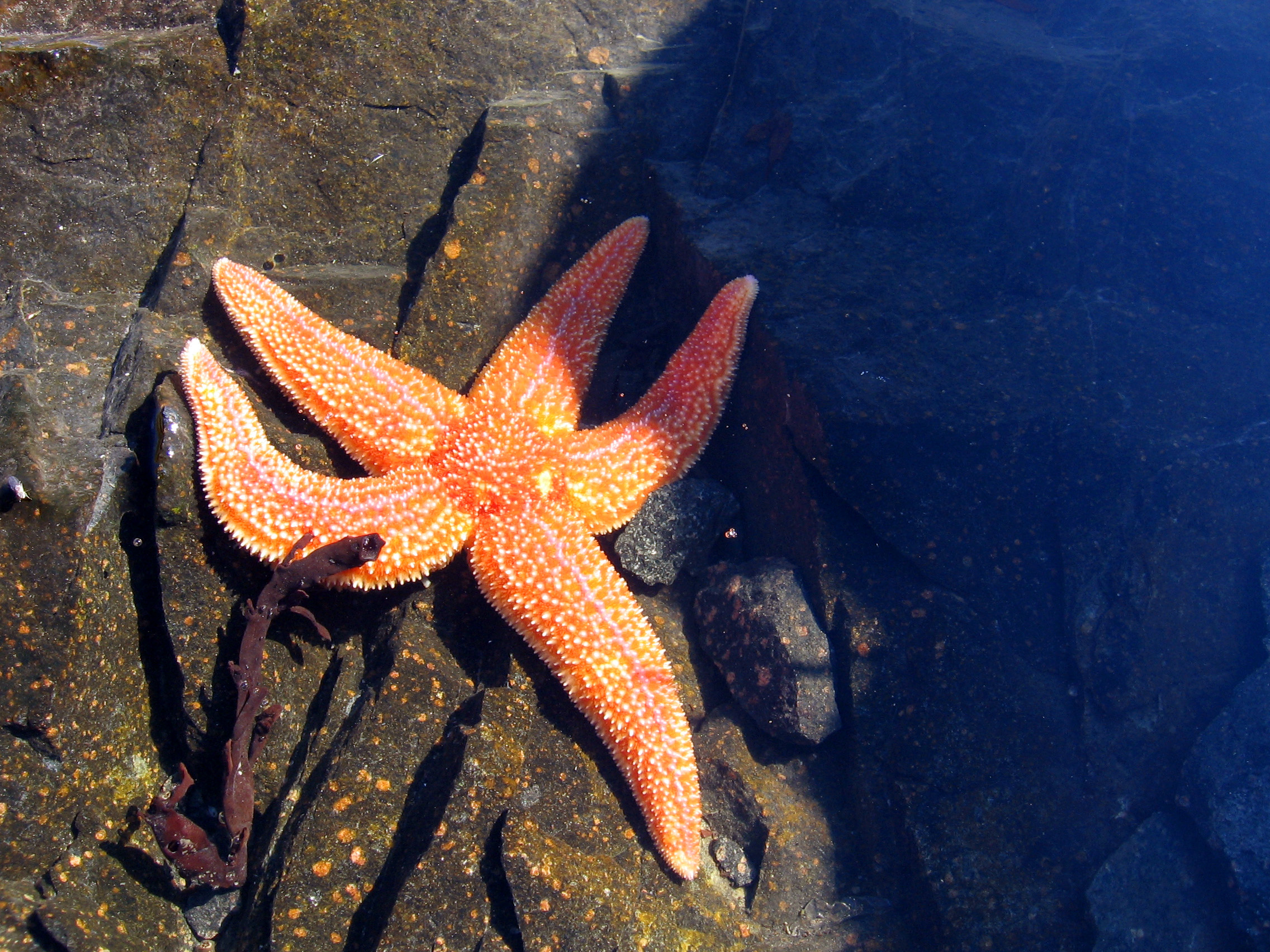
Gemeiner Seestern

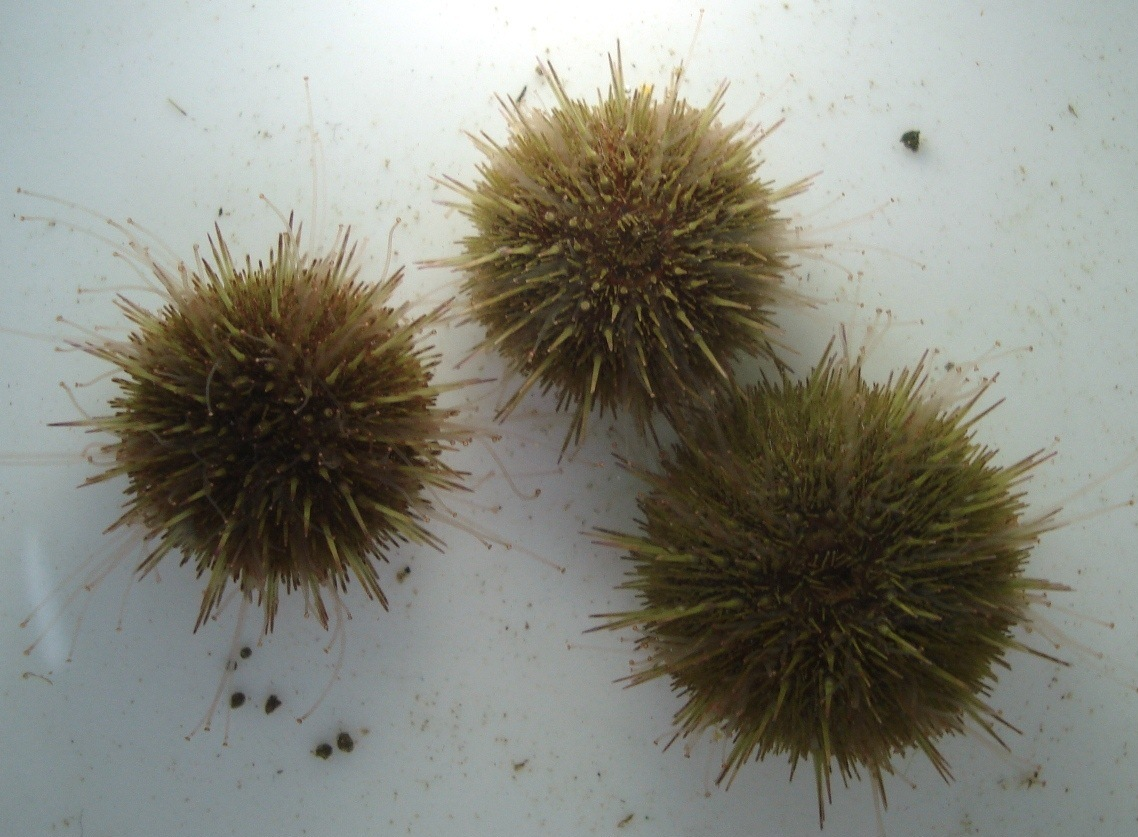
Lebende Strandseeigel (Psammechinus miliaris) (Kleiner Belt / Ostsee)

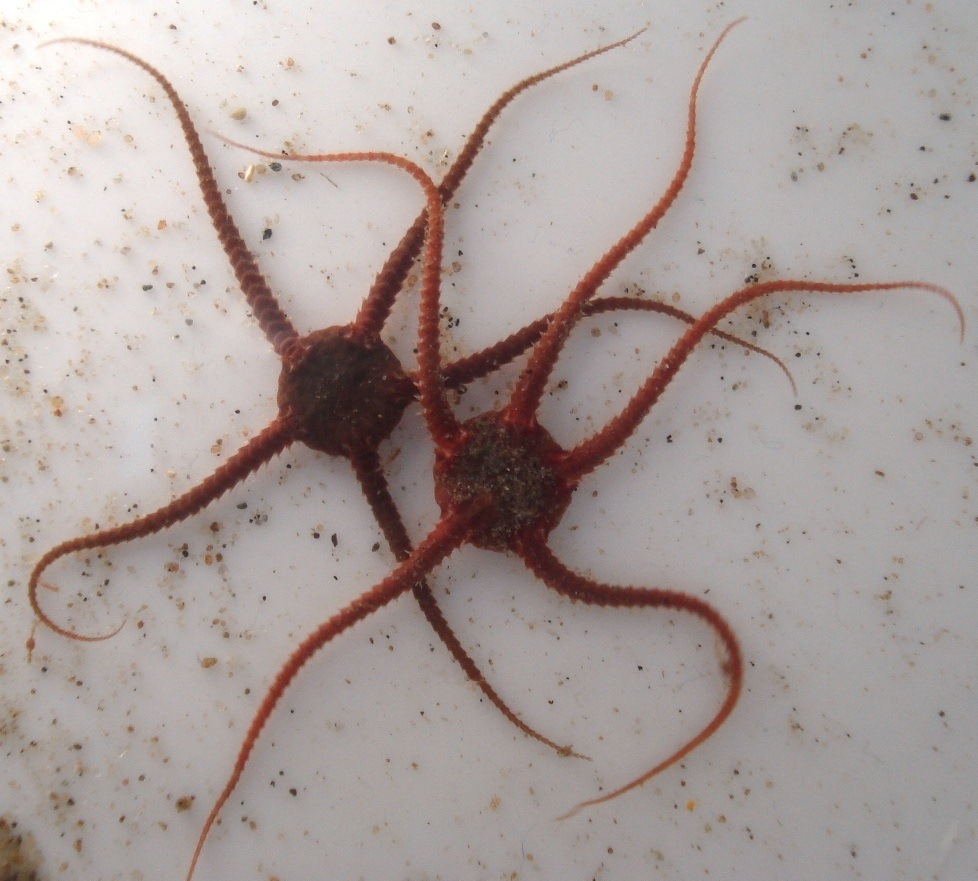
Heller Schlangenstern

- Heller Schlangenstern (Ophiura albida)
- Gemeiner Seestern (Asterias rubens)
- Gemeiner Sonnenstern (Crossaster papposus)
- Kurzarmiger Seestern (Porania pulvillus)
- Violetter Seestern (Solaster endeca)
- Essbarer Seeigel (Echinus esculentus)
- Strandseeigel (Psammechinus miliaris)

## Krebstiere

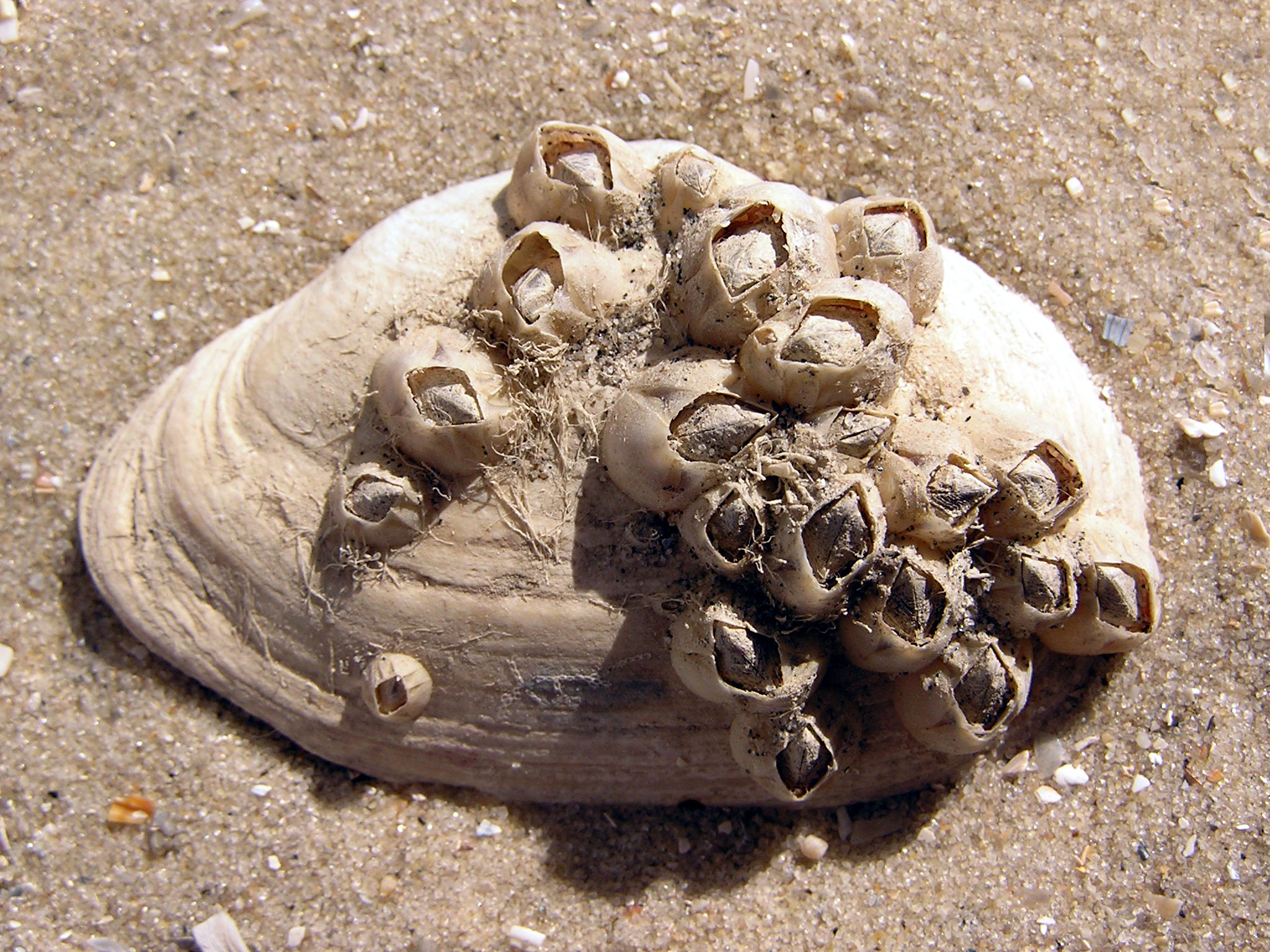
Brackwasser-Seepocke auf einer Sandklaffmuschel

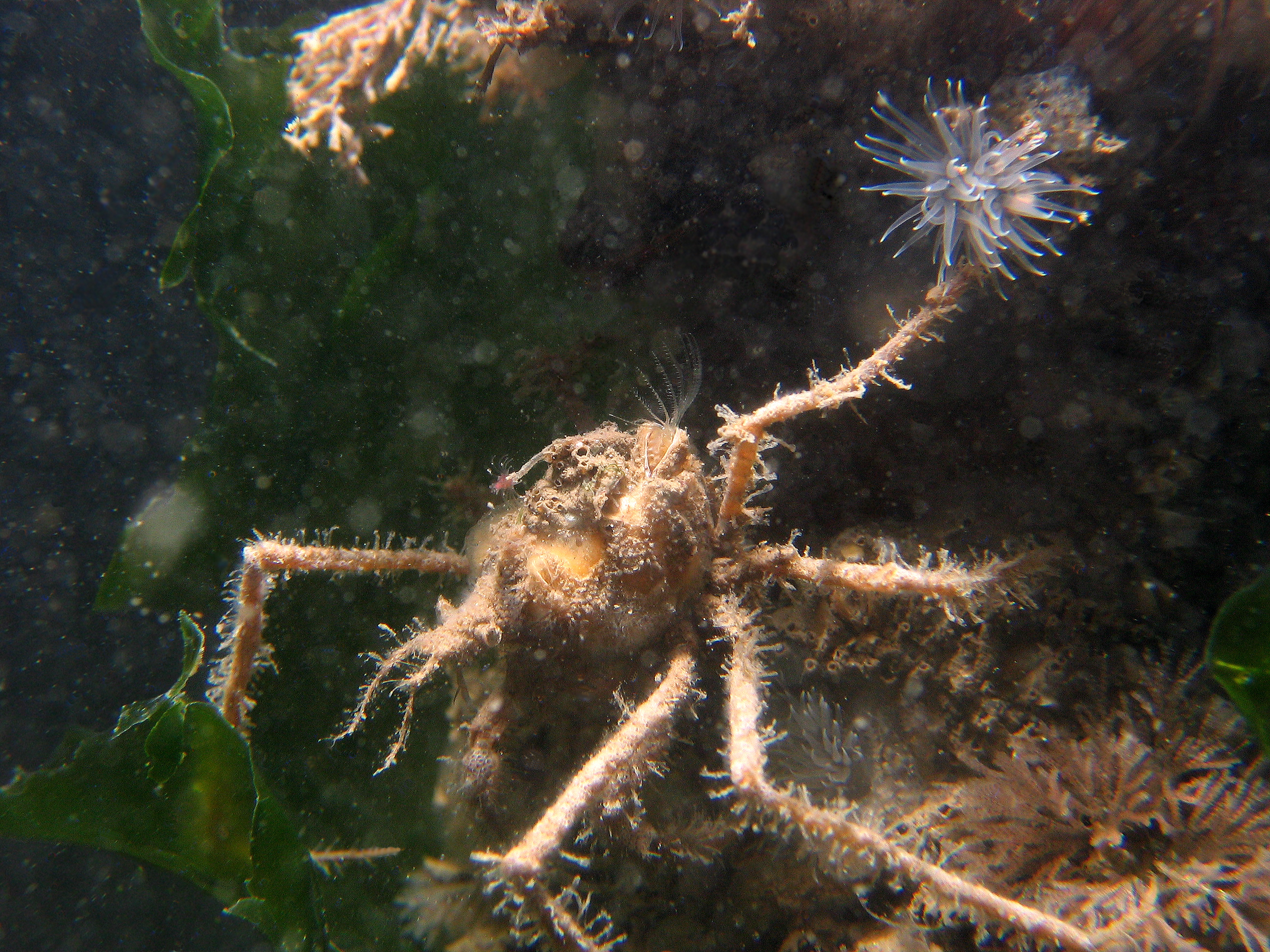
Gespensterkrabbe

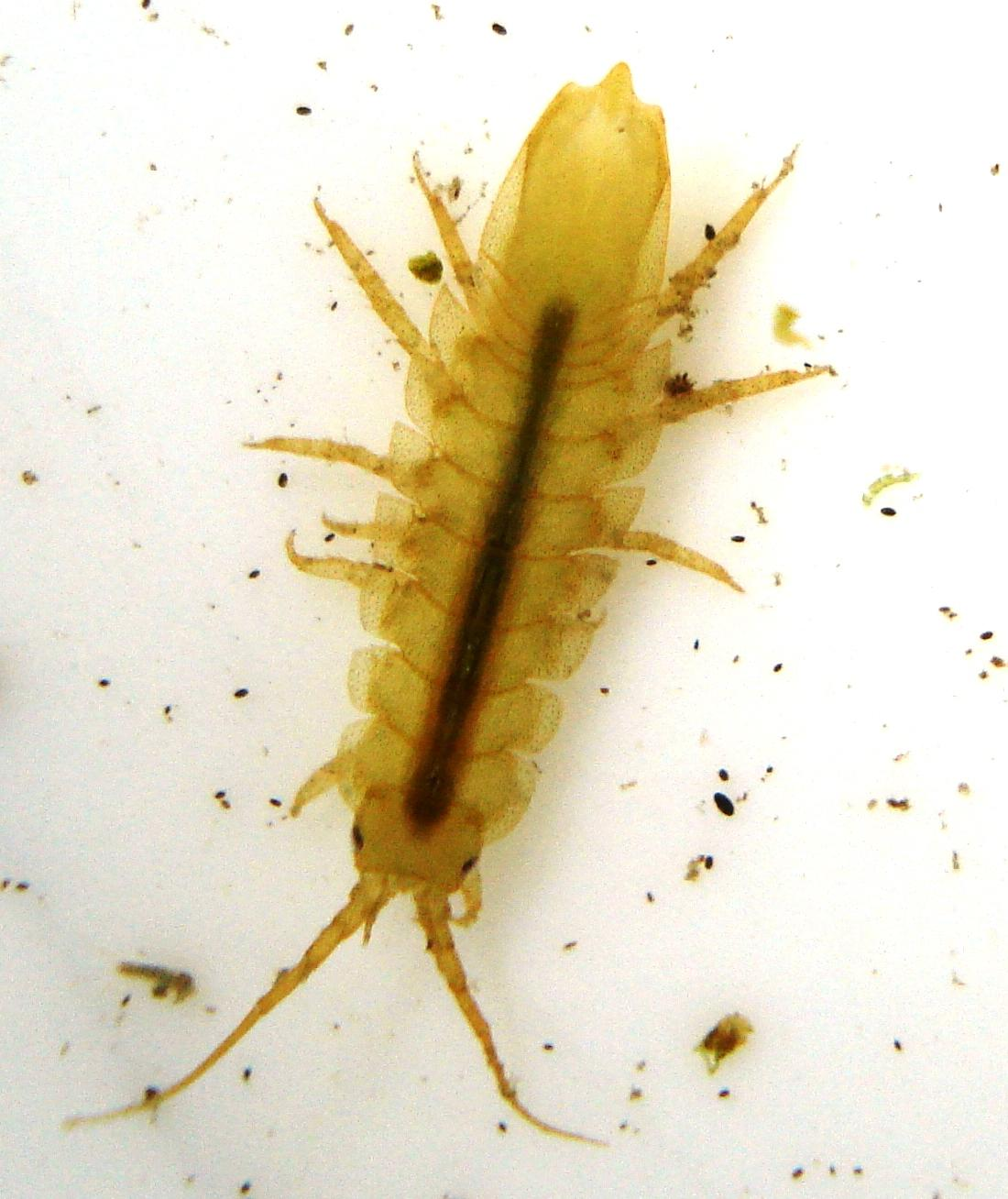
Dreispitzige Meerassel (Idotea balthica) – grün gefärbtes Exemplar

- Gekerbte Seepocke (Balanus crenatus)
- Brackwasser-Seepocke (Balanus improvisus)
- Gemeine Seepocke (Semibalanus balanoides)
- Sandgarnele (Crangon crangon)
- Ostseegarnele (Leander adspersus)
- Asiatische Strandkrabbe (Hemigrapsus takanoi)
- Europäischer Hummer (Homarus gammarus)
- Gemeiner Einsiedlerkrebs (Pagurus bernhardus)
- Taschenkrebs (Cancer pagurus)
- Gemeine Strandkrabbe (Carcinus maenas)
- Chinesische Wollhandkrabbe (Eriocheir sinensis)
- Nordische Seespinne (Hyas araneus)
- Gespensterkrabbe (Macropodia rostrata)
- Gebogene Schwebegarnele (Mysidae) (Praunus flexuosus)
- Buckelige Schwebegarnele (Mysis oculata forma relicta)
- Bachflohkrebs (Gammarus pulex)
- Quallenflohkrebs (Hyperia galba)
- Monoporeia affinis
- Gespensterkrebs (Phtisica marina)
- Dreispitzige Meerassel (Idotea balthica)
- Körnige Meerassel (Idotea granulosa)

## Borstenwürmer
- Wattwurm (Arenicola marina)

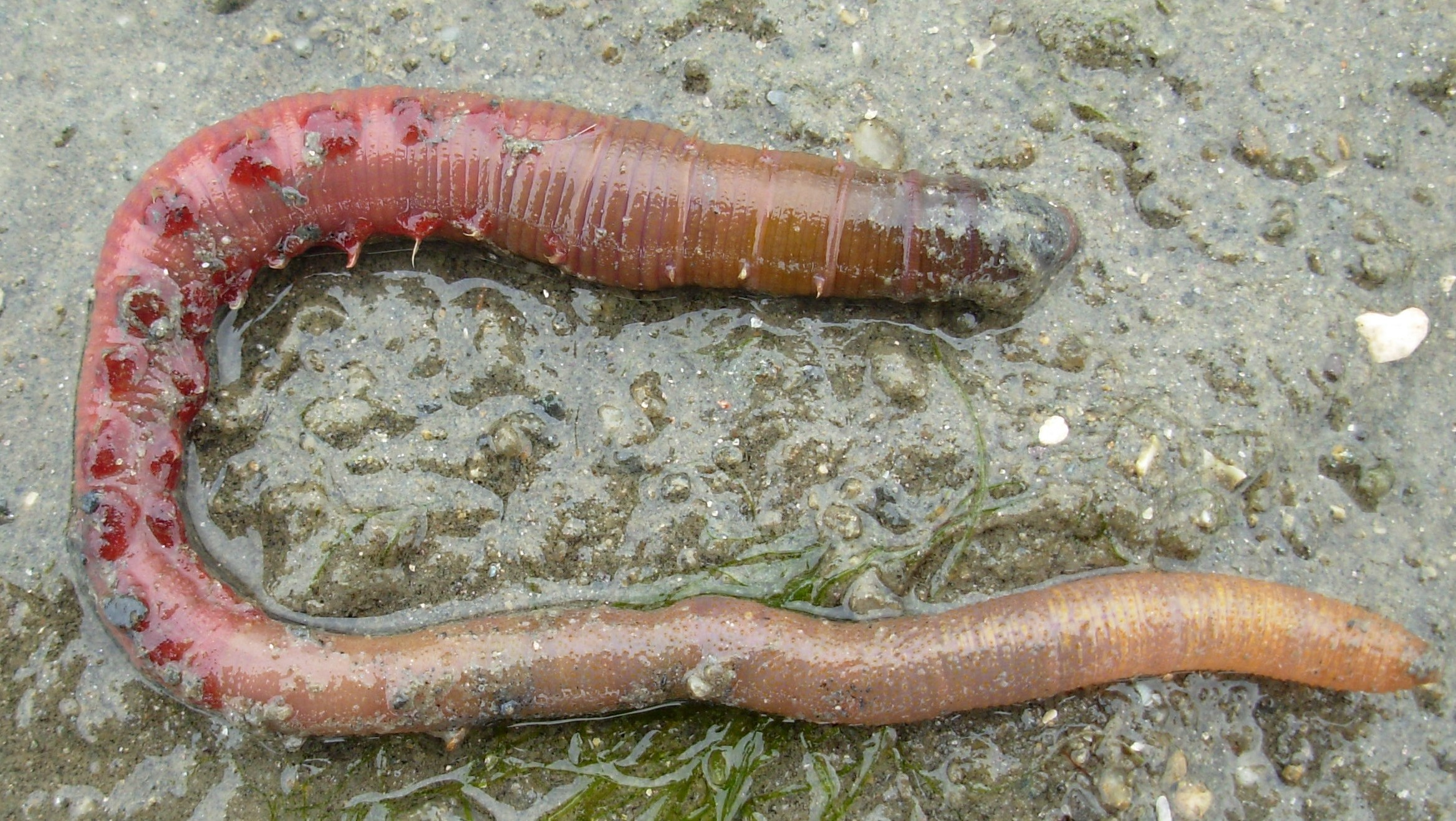
Wattwurm

- Seeringelwurm (Nereis diversicolor)
- Gefärbter Seeringelwurm (Nereis fucata)
- Brauner Seeringelwurm (Nereis pelagica)
- Dreikantröhrenwurm (Pomatoceros triqueter)
- Pümpwurm (Sabellaria spinulosa)
- Posthörnchenwurm (Spirorbis spirorbis)

## Schnurwürmer
- Grüner Schnurwurm (Lineus viris)
- Lineus longissimus
- Tetrastemma melanocepharum
- Tubulanus annulatus

## Weichtiere

### Gehäuseschnecken
- Assiminea (Assiminea  grayana)

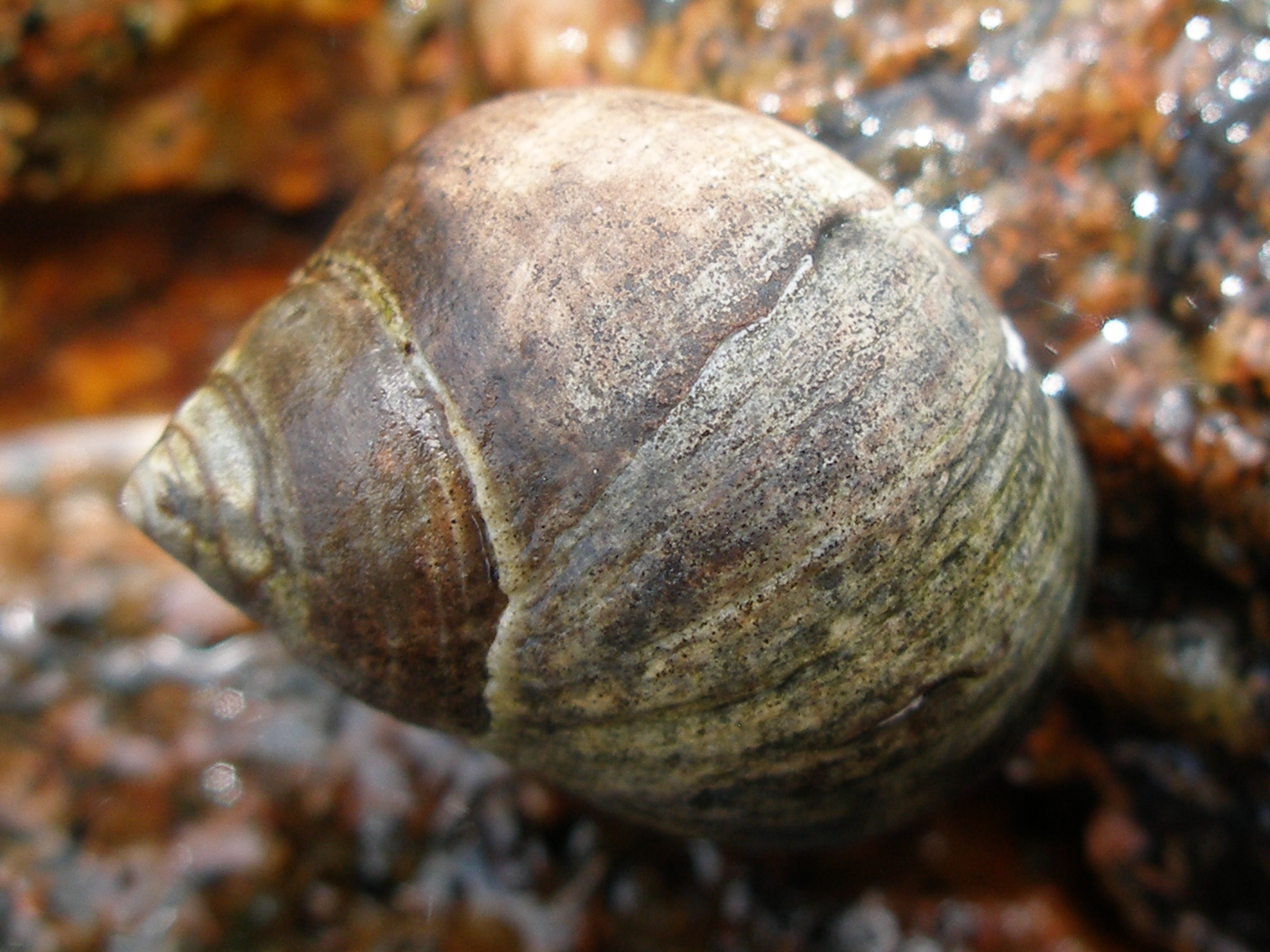
Gemeine Strandschnecke

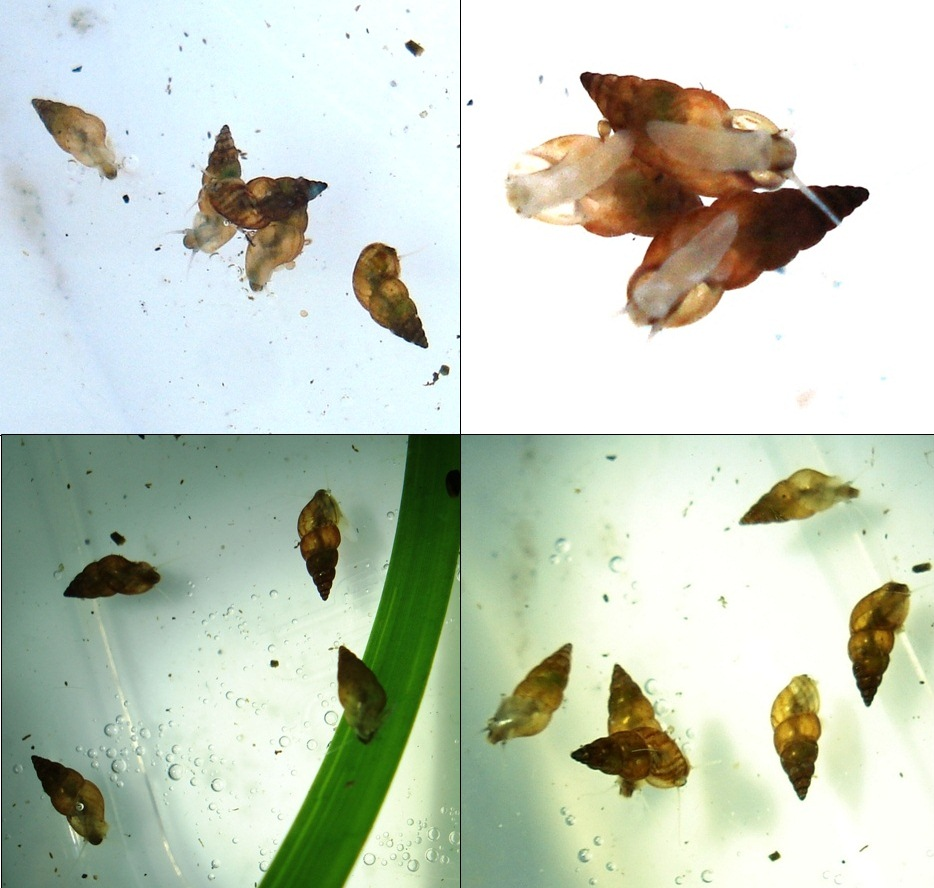
Dünnschalige Rissoa (Rissoa membranacea)

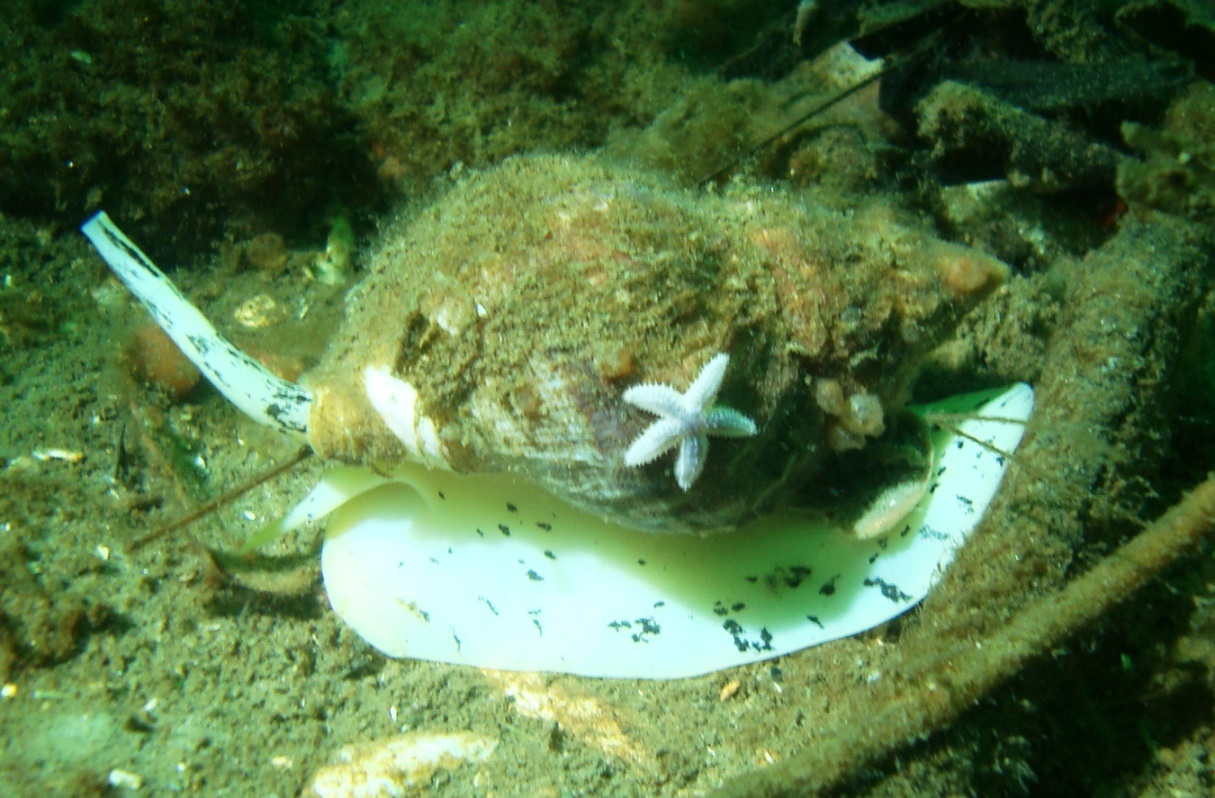
Wellhornschnecke (Buccinum undatum) aus dem (Kleinen Belt)

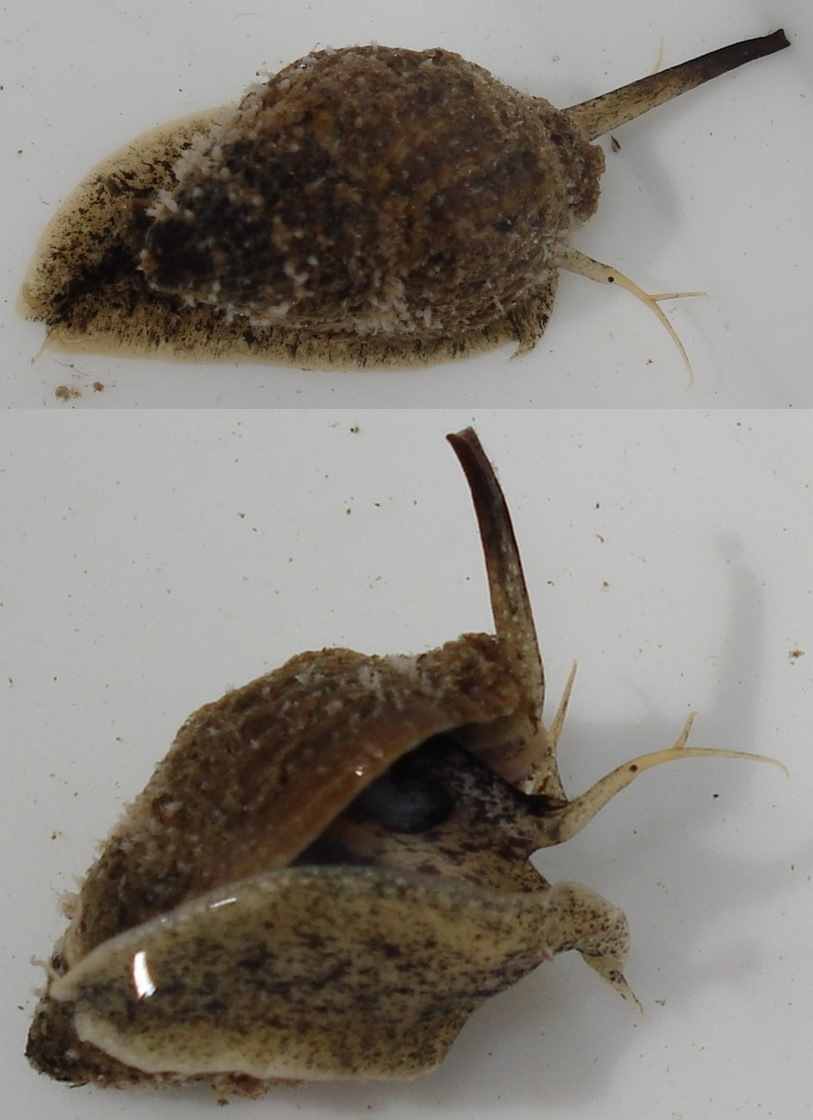
Netzreusenschnecke (Nassarius reticulatus) aus der (Kieler Förde)

- Gemeine Schnauzenschnecke (Bithynia tentaculata)
- Wellhornschnecke (Buccinum undatum)
- Netzreusenschnecke (Nassarius reticulatus)
- Haminoea solitaria
- Gemeine Strandschnecke (Littorina littorea)
- Gemeine Spindelschnecke (Neptunea antiqua)
- Ohrschlammschnecke (Radix auricularia)
- Eiförmige Schlammschnecke (Radix ovata)
- Dünnschalige Rissoa (Rissoa memnranacea)
- Gemeine Sumpfschnecke (Staginocola palustris)

### Nacktschnecken

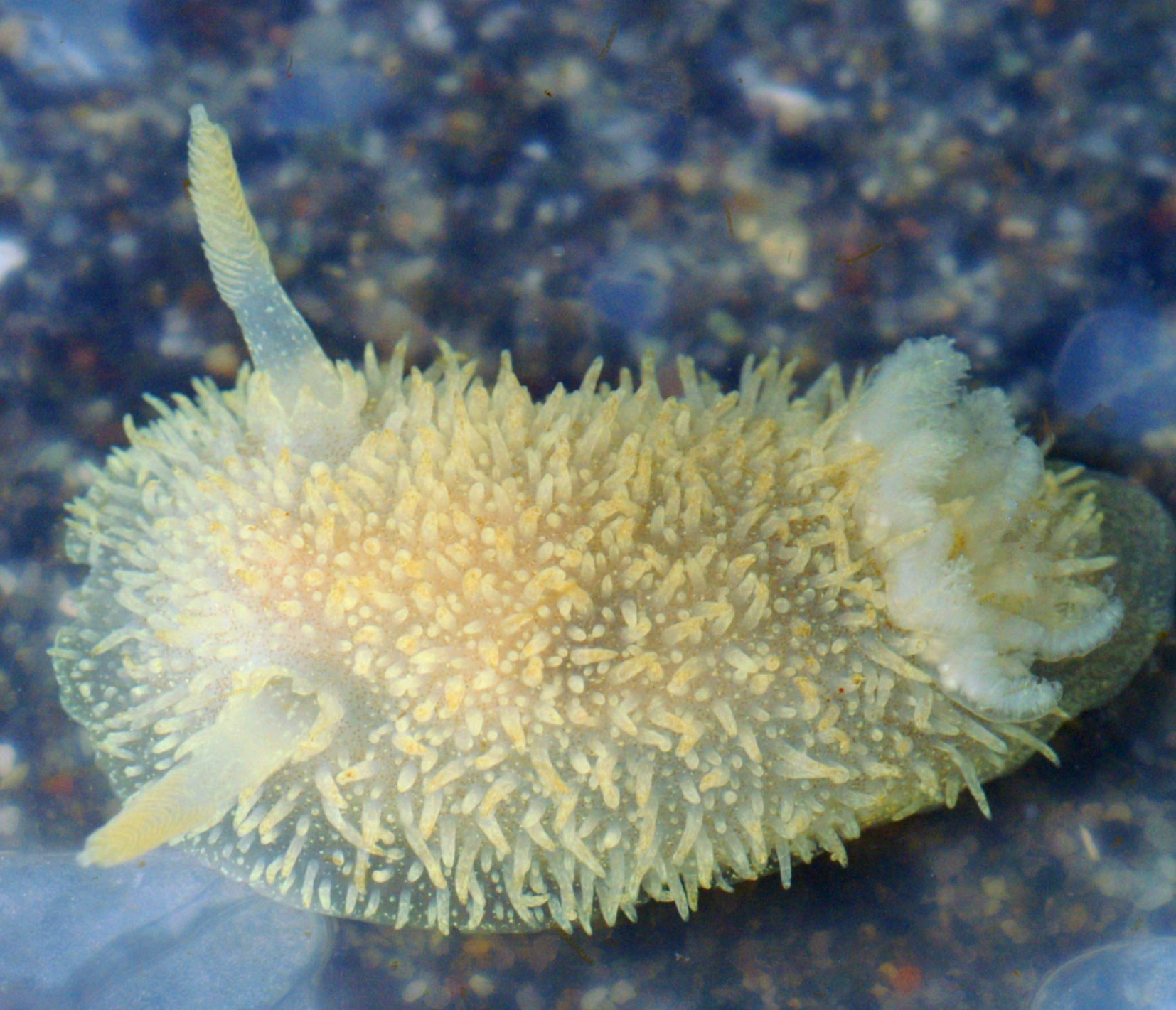
Weichwarzige Sternschnecke

- Grüne Samtschnecke (Elysia viridis)
- Weichwarzige Sternschnecke (Acanthodoris pilosa)
- Zottige Bäumchenschnecke (Dendronotus frondosus)
- Drummonds Fadenschnecke (Facelina auriculata)
- Gestreifte Hörnchenschnecke (Polycera quadrilineata)

### Muscheln

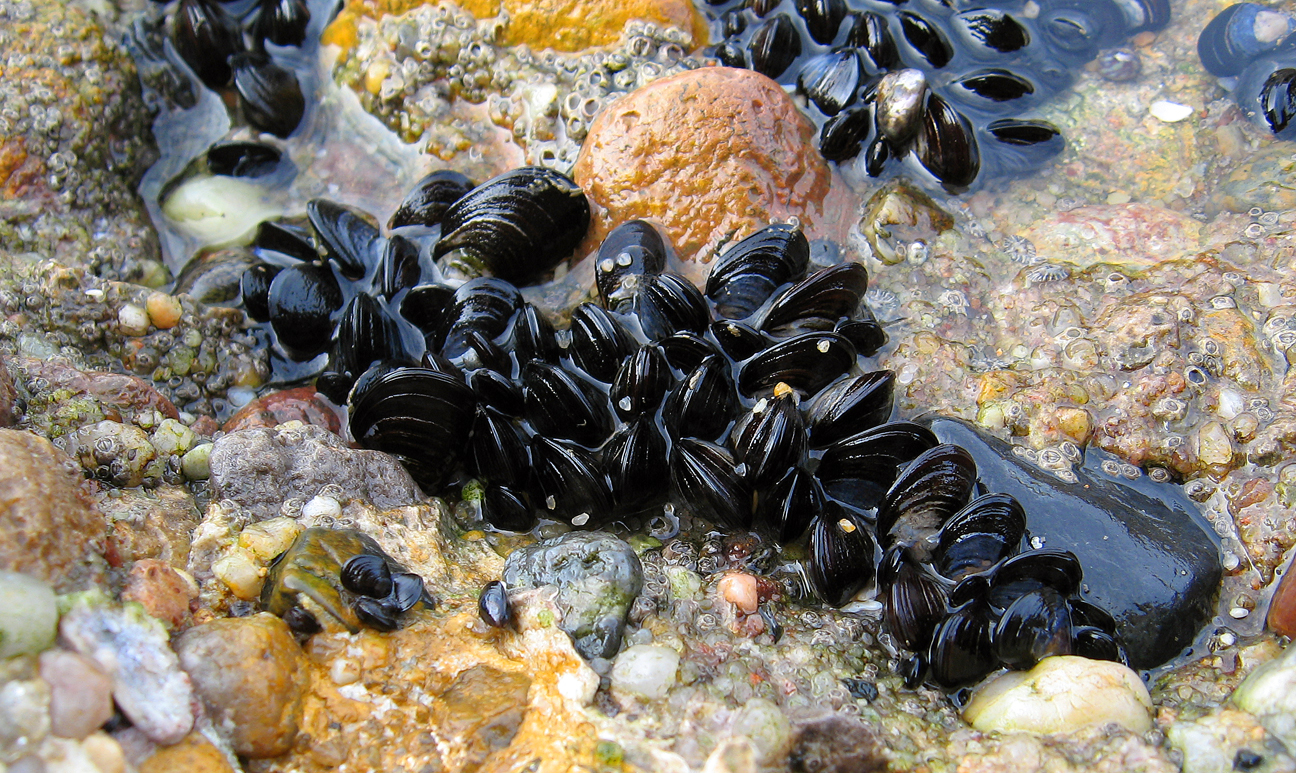
Miesmuscheln

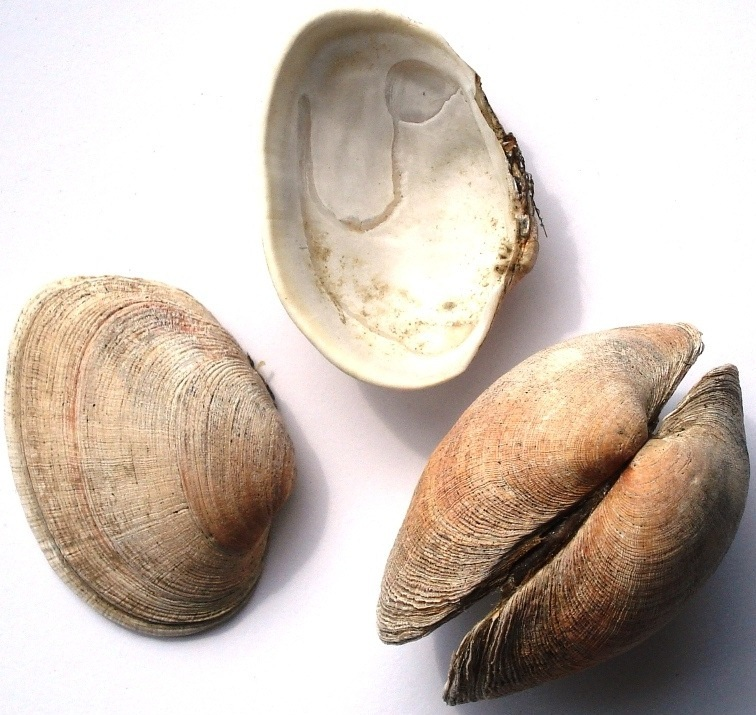
Getupfte Teppichmuscheln (Venerupis pullastra)

- Gemeine Herzmuschel (Cerastoderma edule)
- Lagunen-Herzmuschel (Cerastoderma lamarcki)
- Islandmuschel (Cyprina islandica)
- Schwertförmige Scheidenmuschel (Ensis ensis)
- Baltische Plattmuschel (Macoma baltica)
- Sandklaffmuschel (Mya arenaria)
- Gemeine Miesmuschel (Mytilus edulis)
- Amerikanische Bohrmuschel (Petricola pholadiformis)
- Große Pfeffermuschel (Scrobicularia plana)
- Schiffsbohrwurm (Teredo navalis)
- Getupfte Teppichmuschel (Venerupis pullastra)

### Käferschnecken

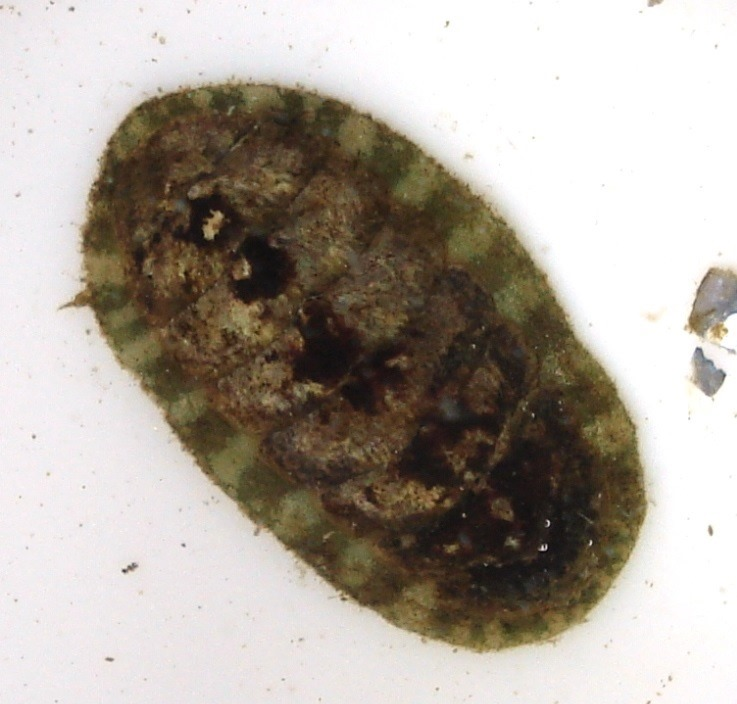
Rändel-Käferschnecke (Lepidochitona cinerea)

- Marmorierte Käferschnecke (Tonicella marmorea)
- Rändel-Käferschnecke  (Lepidochitona cinerea)
- Rote Käferschnecke (Tonicella rubra)

## Moostierchen
- Zottige Seerinde (Electra pilosa)

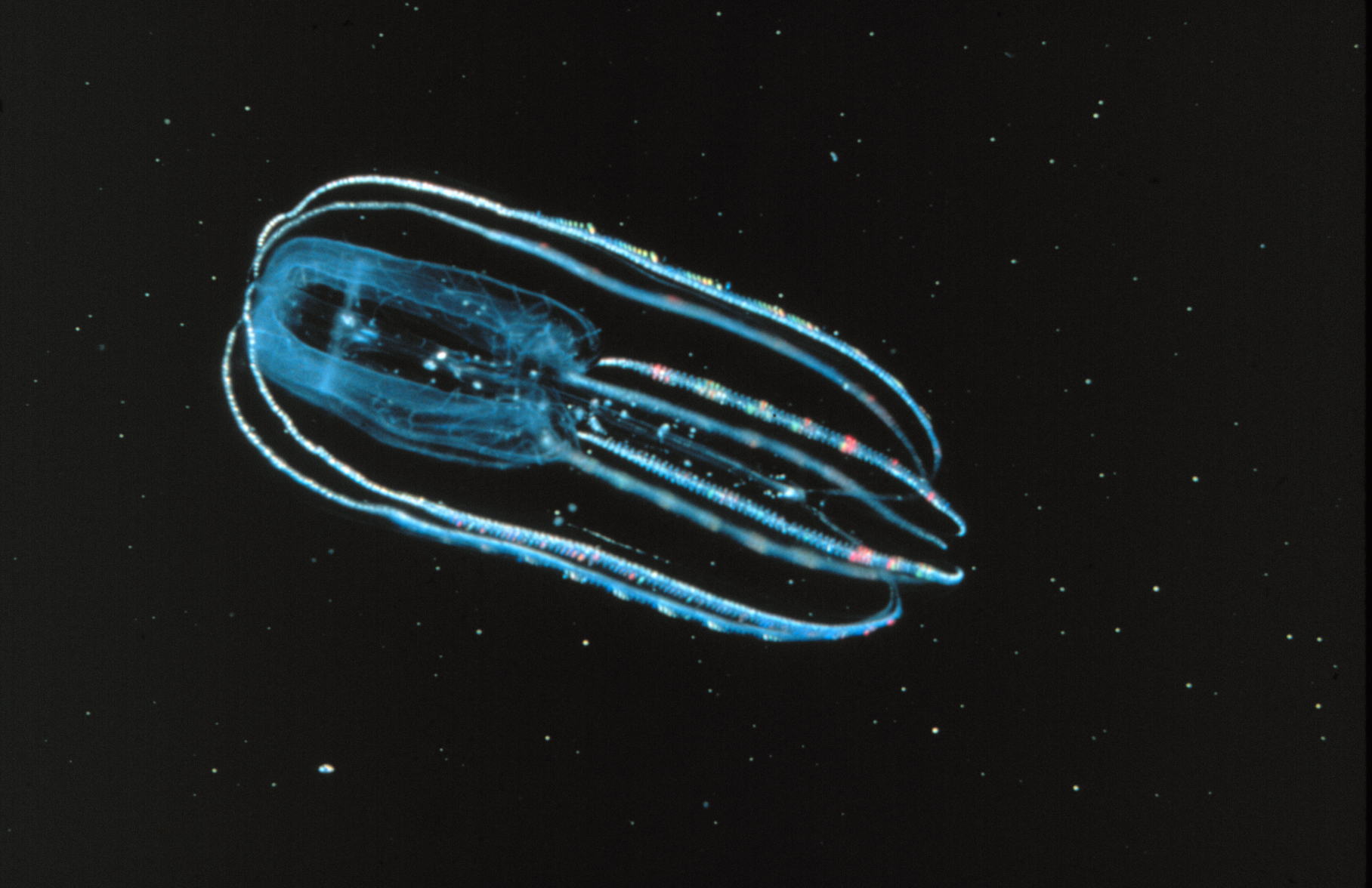
Glas-Lappenqualle

- Blätter-Moostierchen  (Flustra foliacea)
- Seerinde (Membranipora mambranacea)

## Rippenquallen
- Glas-Lappenqualle (Bolinopsis infundibulum)
- Mnemiopsis leidyi
- Seestachelbeere (Pleurobrachis pileus)

## Nesseltiere
- Seenelke (Metridium senile)

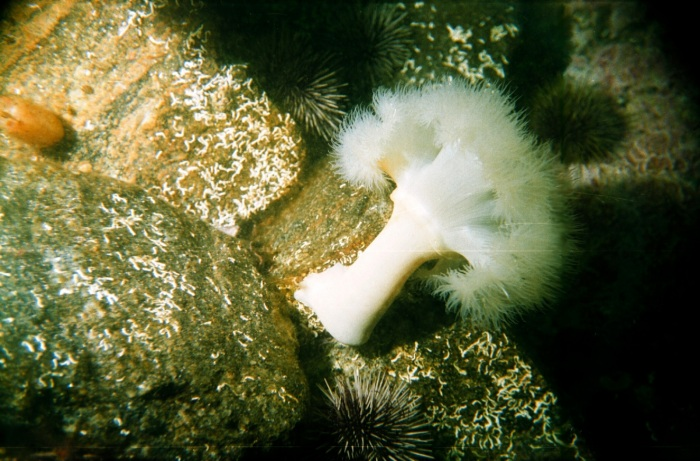
Seenelke

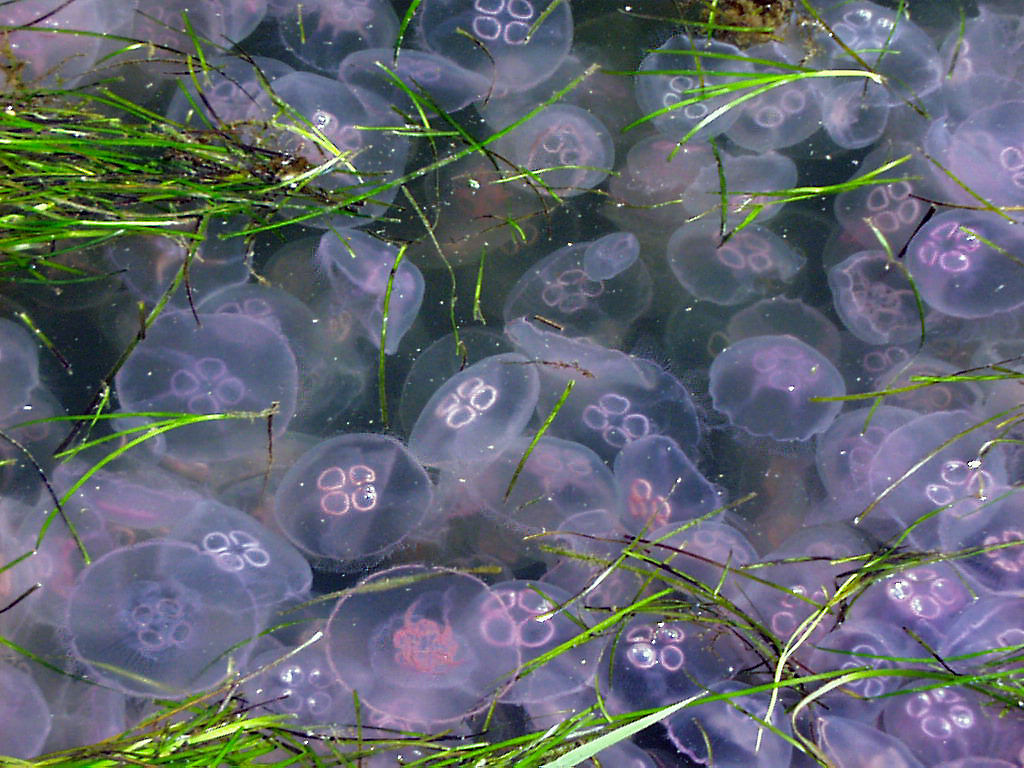
Ohrenqualle

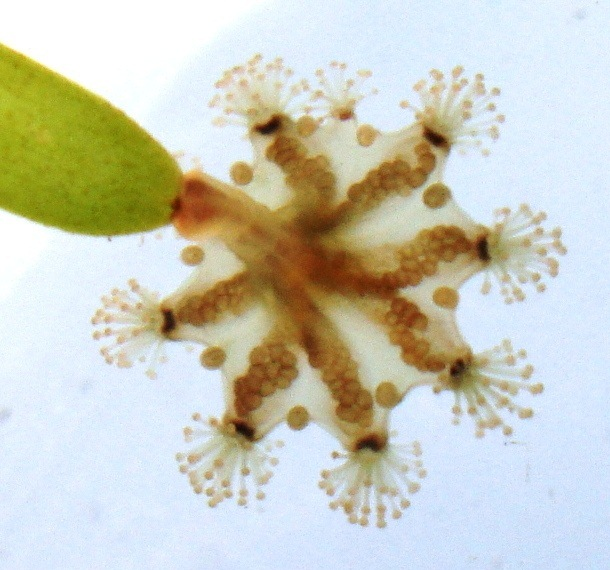
Eine Becherqualle Haliclystus octoradiatus (an Seegras) von schräg unten

- Schlammrose (Sagartiogeton undatus)
- Tangrose (Sagartia elegans)
- Witwenrose (Sagartia troglodytes)
- Seendahlie (Tealia felina)
- Becherqualle (Haliclystus octoradiatus)
- Ohrenqualle (Aurelia aurita)
- Gelbe Haarqualle (Cyanea capillata)
- Blackfordia virginica
- Keulenpolyp (Clava multicornis)
- Glockenpolyp (Laomedea flexuosa)
- Röhrenpolyp (Tubularia larynx)
- Diadumene lineata  (Neozoon aus dem Nordwestpazifik)

## Schwämme
- Geweihschwamm (Chalina oculata)
- Brotkrummenschwamm (Halichondria panicea)
- Aufrechter Schwamm (Polymastia robusta)

## Algen

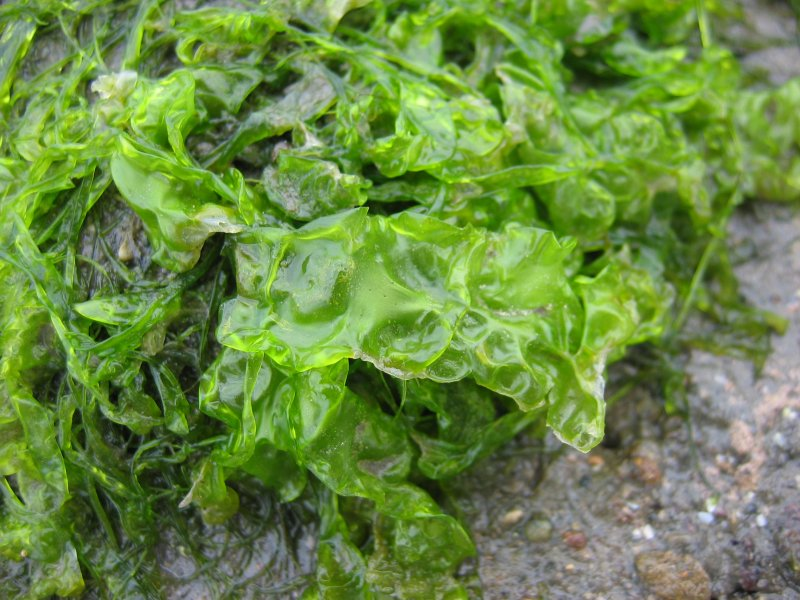
Meersalat

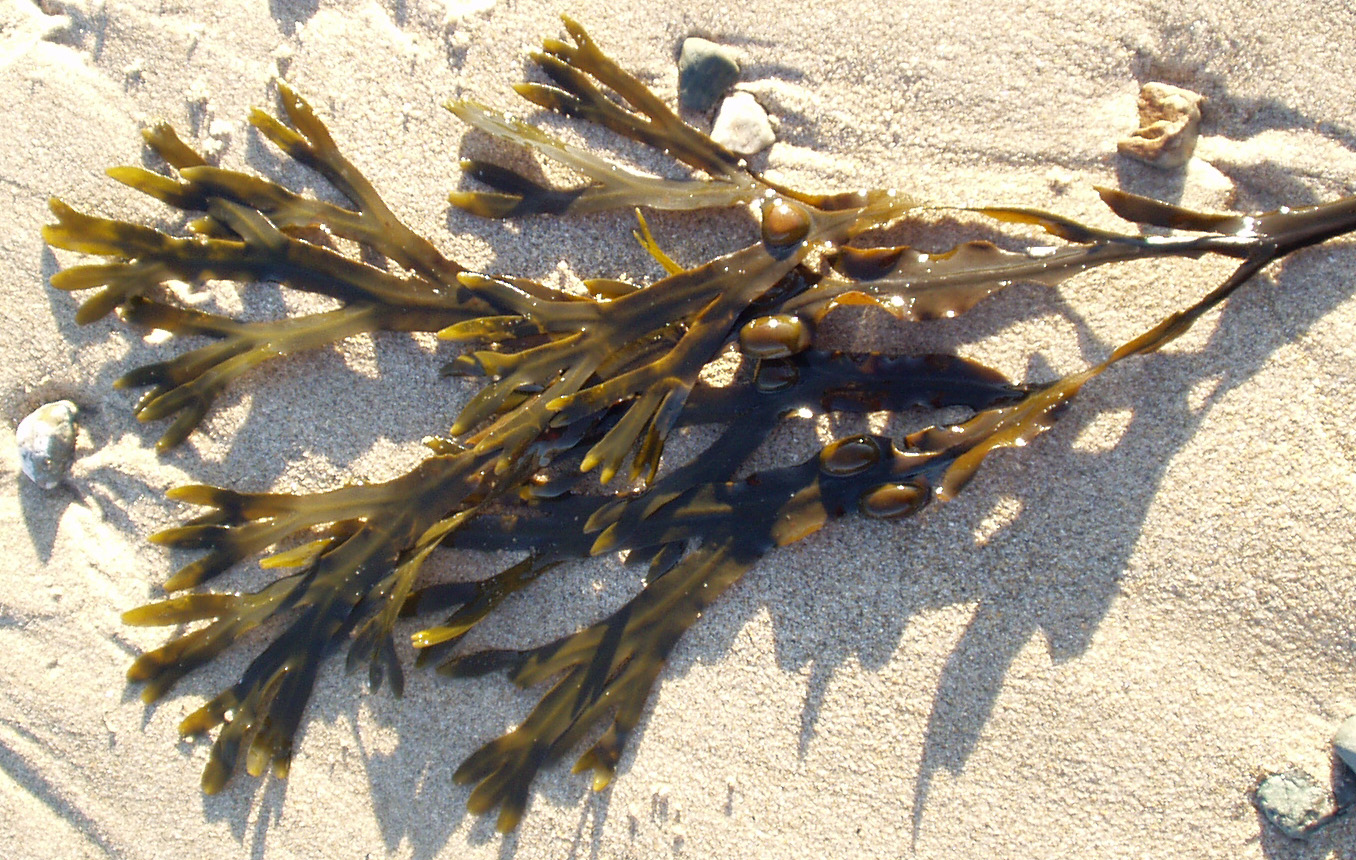
Blasentang

An der deutschen Ostseeküste sind 211 (181) Algenarten nachgewiesen worden (in Klammern die artenärmere östliche Küste). Darunter sind 54 (52) Grünalgenarten, 79 (71) Braunalgenarten sowie 72 (51) Rotalgenarten. Hier eine Auswahl häufiger Arten:

### Grünalgen
- Zwergfadenalge (Chaetomorpha tortuosa)
- Felsen-Zweigfadenalge (Cladophora rupestris)
- Flacher Darmtang (Ulva compressa)
- Gemeiner Darmtang (Ulva intestinalis)
- Gewellter Darmtang (Ulva linza)
- Meersalat (Ulva lactuca)

### Braunalgen
- Gabelzweigtang (Bifurcaria bifurcaria)
- Meersaite (Chorda filum)
- Zottige Meersaite (Chorda tomentosa)
- Stacheltang (Desmarestia aculeata)
- Eudesma virescens
- Wachsbleicher Tang (Fucus ceranoides)
- Fucus distichus
- Fucus radicans
- Sägetang (Fucus serratus)
- Spiraltang (Fucus spiralis)
- Blasentang (Fucus vesiculosus)
- Schotentang (Halidrys siliquosa)
- Fingertang (Laminaria digitata)
- Zuckertang (Laminaria saccharina)

### Rotalgen
- Faltentang (Ahnfeltia plicata)
- Roter Horntang (Ceramium rubrum)
- Knorpeltang (Chondrus crispus)
- Blutroter Seeampfer (Delesseria sanguinea)
- Wurmblatt (Dumontia incrassata)
- Speckkrustenrotalge (Hildenbrandia rubra)
- Flügel-Seeampfer (Membranoptera alata)
- Roter Eichentang (Phycodrys rubens)
- Braunroter Zweigtang (Rhodomela confervoides)
- Langfädiger Röhrentang (Polysiphonia elongata)
- Kammtang (Plocamium coccineum)
- Zierliche Seefeder (Plumaria plumosa)

## Pflanzen

### Seegräser
- Gewöhnliches Seegras (Zostera marina)